# Chronologie der Reaktionen und Massnahmen infolge der COVID-19-Pandemie in der Schweiz
Dieser Artikel nennt die Chronologie der Reaktionen und Massnahmen infolge der COVID-19-Pandemie in der Schweiz.

## Bund 2020

### Januar 2020

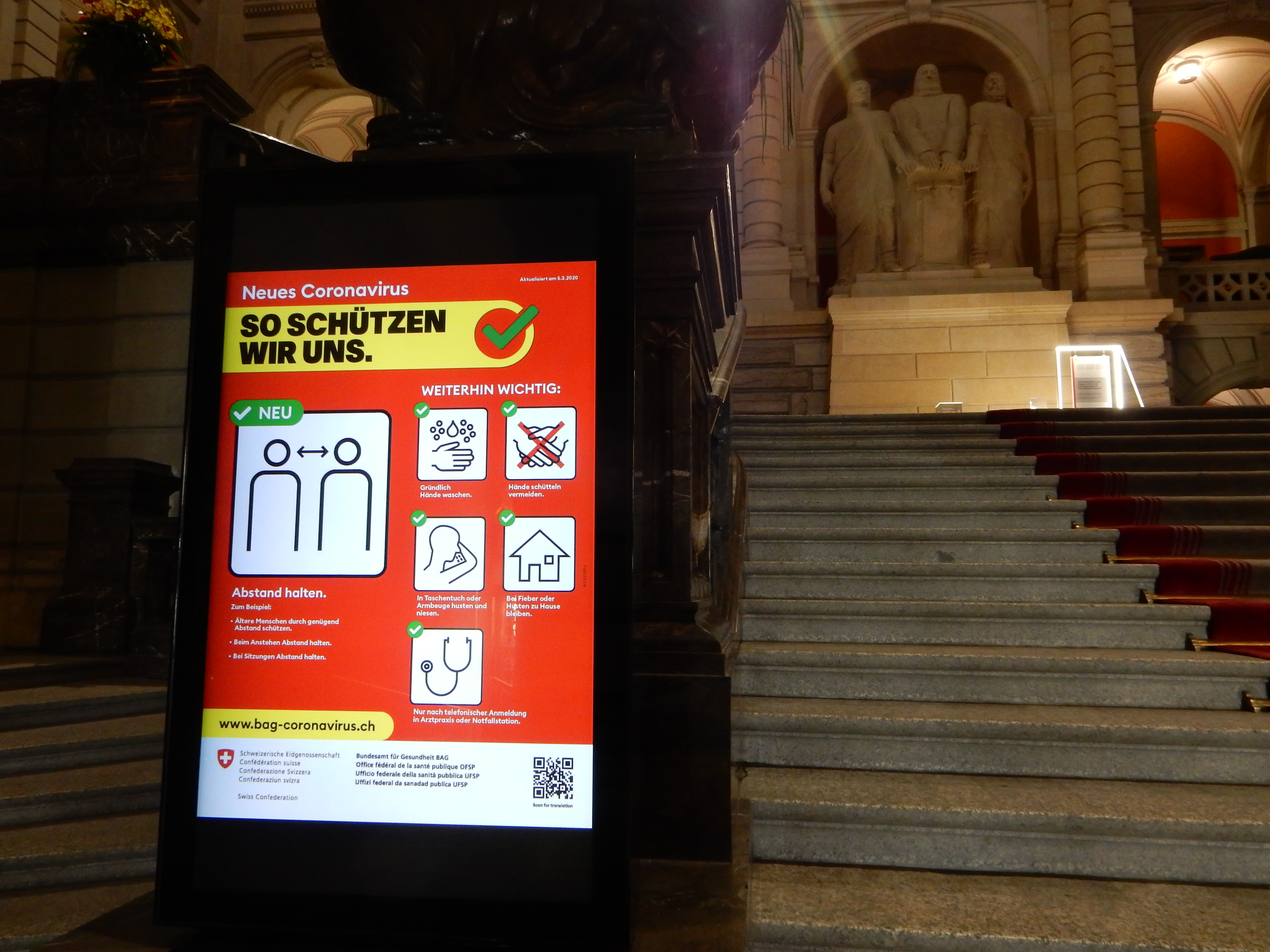
Verhaltensempfehlungen des BAG angezeigt im Bundeshaus

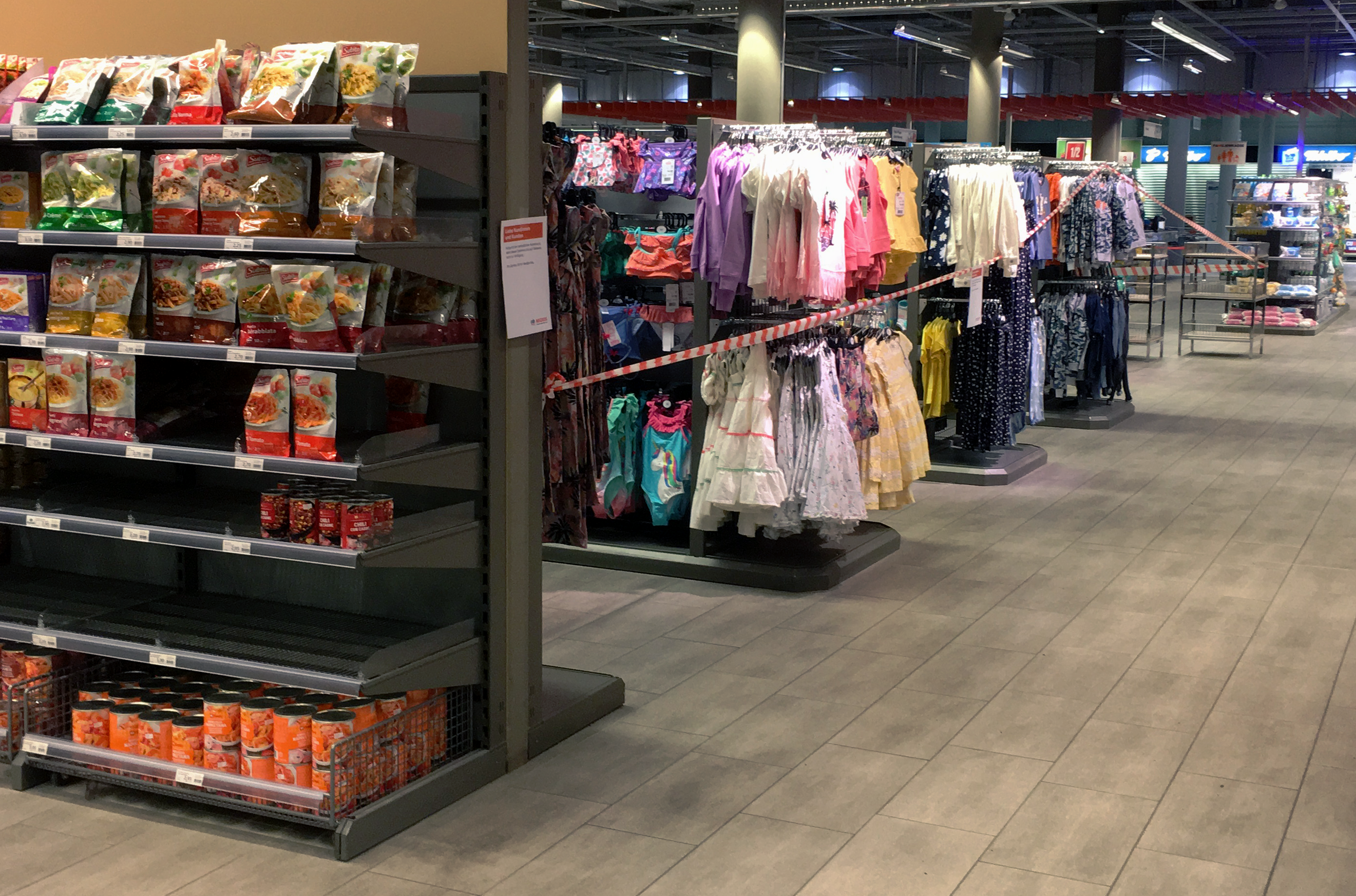
Abgesperrte Kleiderabteilung in einer Migros-Filiale

- Am 29. Januar 2020 definierte das Eidgenössische Departement des Innern (EDI) den qualifizierten Verdacht einer Erkrankung sowie den positiven und negativen Nachweis am «Neuartige[n] Coronavirus (2019-nCoV)» als meldepflichtig. Das EDI änderte dazu die Verordnung des EDI über die Meldung von Beobachtungen übertragbarer Krankheiten des Menschen mit Wirkung zum 1. Februar 2020.[1]

### Februar 2020
- Das Bundesamt für Gesundheit (BAG) startete am 27. Februar 2020 die Kampagne «So schützen wir uns»[2] u. a. mit Plakaten, Flugblättern, der Telefon-Hotline Infoline Coronavirus und der Website Coronavirus – So schützen wir uns. Am 2. März 2020 ersetzte es die zuvor gelben Plakate durch rote Plakate, die statt der zuvor drei nun sechs Verhaltenshinweise enthielten.[3] Am 5. März 2020 veröffentlichte es eine dritte Version des Plakats, auf dem auch zum Abstandhalten aufgefordert wurde.

- Am 28. Februar 2020 stufte der Bundesrat die Situation in der Schweiz als «besondere Lage»,[4] gemäss Epidemiengesetz ein[5] und verabschiedete die Verordnung über Massnahmen zur Bekämpfung des Coronavirus (COVID-19)[6] gestützt auf Art. 6 Abs. 2 Buchstabe b des Bundesgesetzes über die Bekämpfung übertragbarer Krankheiten des Menschen (Epidemiengesetz) vom 28. September 2012.[7] Unter anderem wurden damit Einschränkungen bei Versammlungen erlassen, beispielsweise waren Grossveranstaltungen mit mehr als 1'000 Personen verboten. Direkt davon betroffen waren u. a. die Basler Fasnacht, Sportveranstaltungen und Konzerte.[8] Über Veranstaltungen mit weniger als 1'000 Personen entschieden die kantonalen Behörden.[9] Gleichentags verfügte die zuständige Bundesbehörde die befristete Zulassung weiterer Desinfektionsmittel (siehe auch: Schweizer Ethanolimport).[10]

- Der Bundesrat rief am 28. Februar 2020 eine «besondere Lage» aus. Dies geschah auf dem Verordnungswege durch die Verordnung über Massnahmen zur Bekämpfung des Coronavirus (COVID-19), gestützt auf Art. 6 Abs. 2 Buchstabe b Epidemiengesetz (Bundesgesetz über die Bekämpfung übertragbarer Krankheiten des Menschen). Damit erhielt der Bund Weisungsbefugnisse gegenüber den Kantonen, einzelnen Personen sowie der Bevölkerung. Ebenfalls übernahm der Bund die Verantwortung für die Führung der Krisenbewältigung, die in einer «normalen Lage» bei den Kantonen liegt. Im Rahmen dieser Verschärfung verbot die Regierung landesweit öffentliche und private Veranstaltungen mit mehr als 1'000 Teilnehmern im Zeitraum vom 28. Februar bis 15. März 2020. Darüber hinaus war bei Veranstaltungen, bei denen weniger als 1'000 Personen teilnahmen, zusammen mit der zuständigen kantonalen Behörde eine Risikoabwägung vorzunehmen.[11] Davon betroffen sind ebenfalls die Eishockey- und die Fussballmeisterschaft, die vorläufig unterbrochen wurde.

### März 2020
- Am 11. März 2020 schloss das Grenzwachtkorps im Kanton Tessin neun Grenzpunkte zu Italien.[12]

- Am 12. März wurde beschlossen, die Eishockey-Meisterschaft aller Ligen und Stufen per sofort abzubrechen.

- Am 13. März verbot der Bundesrat Veranstaltungen mit mehr als 100 Personen bis Ende April und in Restaurants, Bars und Diskotheken durften sich maximal noch 50 Personen aufhalten. Ebenso verbot er den Präsenzunterricht an Schulen bis zum 4. April.[13] In der Folge mussten sämtliche Skigebiete den Betrieb einstellen.[14]

- Am 14. März gab die Schweizer Armee bekannt, vorläufig keine Rekrutierungen mehr durchzuführen. Die zur Aushebung aufgerufenen Wehrpflichtigen haben ihren Marschbefehl nicht zu befolgen.[15] Im Laufe desselben Tages hatten die letzten Skigebiete ihren Betrieb eingestellt.[16]

- Am 15. März entschieden die Büros von National- und Ständerat auf Antrag der Verwaltungsdelegation der Bundesversammlung, die laufende Frühjahrssession nicht fortzusetzen.[17]

- Am 16. März 2020 erklärte der Bundesrat die «ausserordentliche Lage» gemäss Epidemiengesetz ab Mitternacht bis zum 19. April 2020. So mussten alle Läden (ausser Lebensmittel), Märkte, Restaurants, Bars sowie Unterhaltungs- und Freizeitbetriebe geschlossen bleiben und es galt ein Verbot für private und öffentliche Veranstaltungen. Auch Coiffeursalons oder Kosmetikstudios mussten geschlossen bleiben.[18] Als Folge davon schloss auch die Lebensmittelhilfe-Organisation «Tischlein deck dich» alle Abgabestellen.[19] Die Schweiz führte zu ihren Nachbarstaaten, ausser dem Fürstentum Liechtenstein, Grenzkontrollen und Einreisebeschränkungen ein. Ohne triftigen Grund durften nicht in der Schweiz wohnhafte Ausländer nicht mehr in die Schweiz einreisen. Grenzgänger, die im benachbarten Ausland wohnen und in der Schweiz arbeiten, durften weiterhin einreisen. Der Transit- und der Warenverkehr wurde nicht eingeschränkt.[20] Der Bundesrat empfahl ausserdem Schweizer Reisenden im Ausland, an ihren Wohnsitz zurückzukehren, und organisierte eine Rückholaktion, während derer bis Ostern 3'000 Schweizer mittels Sonderflügen mit Flugzeugen der Swiss und der Edelweiss in die Schweiz fliegen konnten,[21][22] alleine 600 aus Peru.[23] Insgesamt waren bis zum Abschluss der Repatriierung rund 7'000 Personen in mindestens 35 Sonderflügen in die Schweiz geflogen, wovon rund 4'000 Schweizer waren.[24]

- Am 18. März 2020 sagte der Bundesrat die für den 17. Mai 2020 geplante Volksabstimmung ab, da die freie Meinungsbildung nur eingeschränkt möglich sei. Die bisher einzige Absage einer eidgenössischen Volksabstimmung geschah 1951 wegen der Maul- und Klauenseuche.[25]

- Gemäss Beschluss des Bundesrats können bis zu 8'000 Angehörige der Schweizer Armee in den Assistenzdienst aufgeboten werden, um die zivilen Behörden zu unterstützen. Dies ist die grösste Mobilisierung von Truppen der Schweizer Armee seit dem Zweiten Weltkrieg.[26][27]

- Per 19. März 2020 führte der Bundesrat Einreisebeschränkungen für Reisende von ausserhalb des Schengen-Raums ein.[28]

- Am 20. März 2020 wurde vom Bundesrat verkündet, dass die Wirtschaft sich grösstenteils im Normalbetrieb befinde. Auf die Frage, was der Bundesrat zu Forderungen nach direkten Geldgeschenken an die Bürger oder nach einem zeitlich befristeten Grundeinkommen sage, antwortete Ueli Maurer:

„Das ist aus unserer Sicht nicht notwendig, weil die Wirtschaft zu 70–80 % läuft im Normalbetrieb […]“

- Am gleichen Tag wurden Ansammlungen von mehr als fünf Personen verboten.[30]

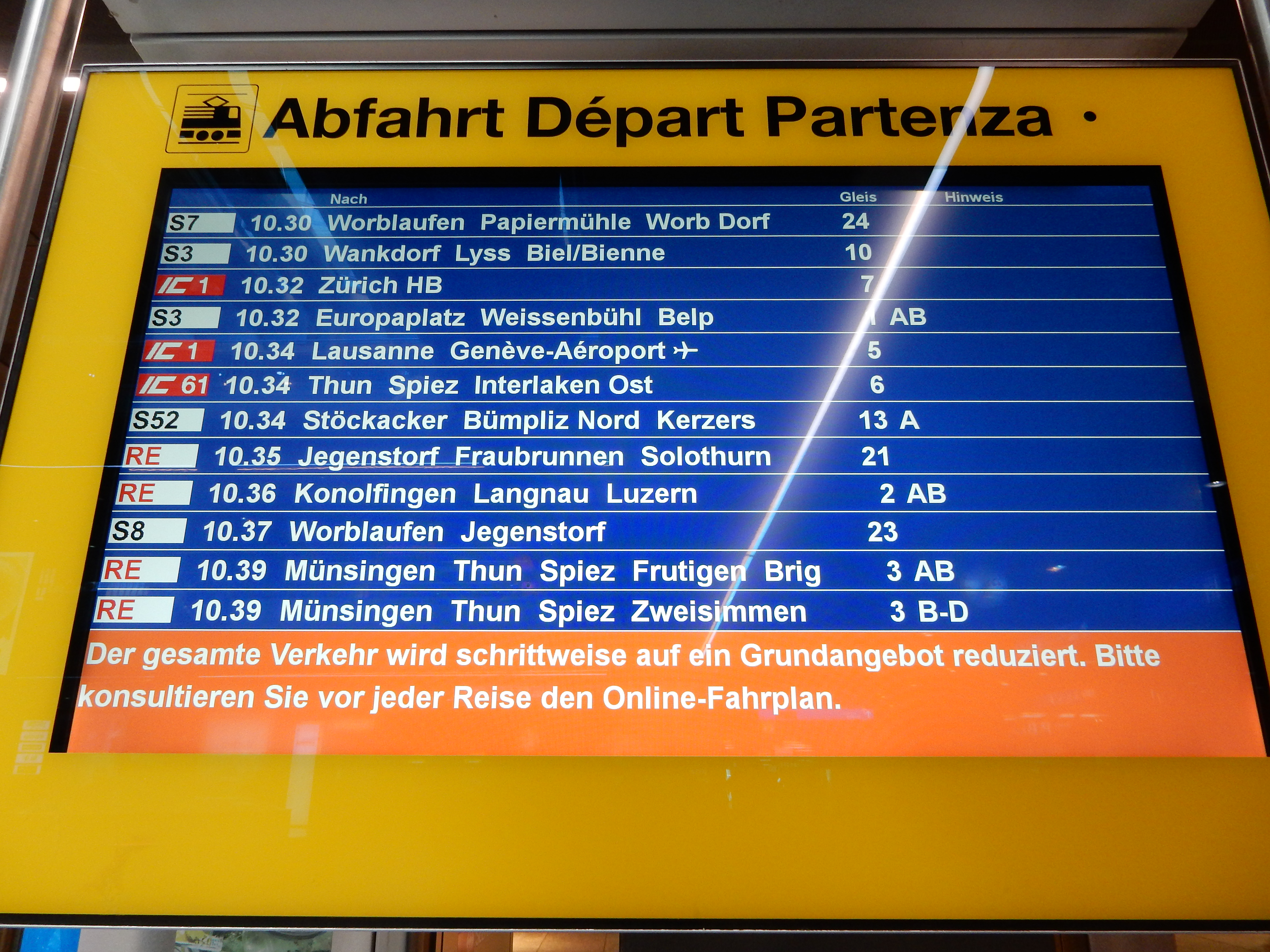
SBB-Abfahrtstafel mit dem Hinweis: «Der gesamte Verkehr wird schrittweise auf ein Grundangebot reduziert.»

- Am 20. März 2020 beschloss der Bundesrat zur Abfederung der wirtschaftlichen Folgen der Ausbreitung des Coronavirus ein umfassendes Massnahmenpaket in der Höhe von 32 Milliarden Franken. Zusammen mit den bereits am 13. März beschlossenen Massnahmen stehen derzeit 42 Milliarden Franken zur Verfügung.[31][32] Von der Finanzhilfe sollen alle von der Krise Betroffenen profitieren: Firmen, Selbstständige, Kulturschaffende, Fest- und Temporärangestellte. Finanzminister Maurer liess keinen Zweifel, dass der Bund die Wirtschaft um jeden Preis stützen will: «Wenn es mehr Geld braucht, stellen wir diese Beträge zur Verfügung.» Die Massnahmen sind das grösste Wirtschaftshilfspaket der Schweizer Geschichte.[33] Mit 20 Milliarden Franken des Massnahmenpakets will der Bund zusammen mit 300 Banken die Schweizer KMUs vor dem Kollaps bewahren. Die mit Bundesbürgschaft versehenen Kredite bis 500'000 Franken können online über EasyGov.swiss beantragt werden und werden zu 0 % Zinsen den Firmen von ihrer Hausbank ausbezahlt.[34][35] Die entsprechende Verordnung trat am 26. März 2020 in Kraft.[36] Am Tag davor hatten die beiden Grossbanken UBS und Credit Suisse mitgeteilt, dass sie an den COVID19-Überbrückungskrediten nichts verdienen wollen und allfällige Gewinne spenden würden.[37] Am 3. April beschloss der Bundesrat, das Bürgschaftsprogramm für COVID-Überbrückungskredite aufzustocken. Aufgrund der grossen Nachfrage erhöhte er die bestehenden Verpflichtungskredite um 20 Milliarden auf insgesamt 40 Milliarden Franken.[38][39]
- Daniel Koch vom Bundesamt für Gesundheit (BAG) erklärte im März 2020 verschiedentlich, dass Mund-Nasen-Bedeckungen nur einen Nutzen hätten, wenn die Person selbst krank sei. Einen Schutz vor Ansteckung gebe es damit nicht. Am 31. März 2020 sagte er an einer Medienorientierung in Luzern, es gebe keine wissenschaftliche Studie, die beweise, dass einfache Mund-Nasen-Bedeckungen wirksam seien.[40] Gemäss internen Protokollen sprachen die Behörden auch von der Nutzlosigkeit der Masken, weil zu Beginn der Pandemie ein Maskenmangel herrschte.[41] Ein Test im Auftrag zweier Konsumentenmagazine ergab 2021, dass auf Zertifikate von Stoffmasken kein Verlass sei und FFP2-Masken besser schützen würden.[42]

### April 2020
- Am 6. April entschieden die Büros von National- und Ständerat, dass alle Kommissionen, die dies wünschen, per sofort wieder Sitzungen durchführen können. Anfang Mai solle ausserdem eine ausserordentliche Session stattfinden. Die Räte behandelten nur dringende Geschäfte, die im Zusammenhang mit der Coronakrise stehen.[43]

- Am 8. April verlängerte der Bundesrat die Massnahmen um eine Woche (bis 26. April) und beschloss eine etappenweise Lockerung, die noch im April beginnen sollte.[44] Gleichentags kündigte der Bundesrat an, die Schweizer Luftfahrt zu unterstützen. Der Bund stellt den Fluggesellschaften Swiss, Edelweiss und EasyJet Switzerland eine Überbrückungsfinanzierung in Aussicht. Bis Ende April sollte dazu ein Konzept erarbeitet werden. Die Garantien wurden an harte Bedingungen geknüpft.[45] Indes forderte der Verkehrs-Club der Schweiz griffige Klimaschutzziele als Bedingung.[46]

- Am 9. April entschied der Bundesrat, dass die praktischen Lehrabschlussprüfungen (LAP) durchgeführt werden; auf die schulischen Abschlussprüfungen hingegen verzichtet werde. Die Lehrabschlussnote ergibt sich aus den bestehenden Erfahrungsnoten der gesamten Lehrzeit.[47][48]

- Am 16. April, vier Wochen nach Beginn des Lockdowns, gab der Bundesrat den Fahrplan für die Lockerung der Corona-Massnahmen bekannt. Die Wiedereröffnung der Wirtschaft und des gesellschaftlichen Lebens sollte in drei Etappen erfolgen: Ab dem 27. April durften Coiffeure, Kosmetikstudios, Baumärkte, Blumenläden und Gärtnereien wieder öffnen. Die Spitäler durften ab diesem Datum wieder alle Eingriffe vornehmen. Ab dem 11. Mai sollten obligatorische Schulen und Läden wieder öffnen können. Ab dem 8. Juni sollten Mittel-, Berufs- und Hochschulen sowie Museen, Zoos und Bibliotheken wieder öffnen dürfen. Die Bedingung war immer, dass die Lage es erlaubt.[49] Für die Wiedereröffnung der Restaurants und Bars gab der Bundesrat noch kein Datum bekannt.[50]

- Am 29. April gab der Bundesrat die Lockerung eines Grossteils der Notmassnahmen auf den 11. Mai hin bekannt. Der Ausstieg aus dem Lockdown erfolgte schneller als noch am 16. April vom Bundesrat beschlossen: Läden, Restaurants, Märkte, Museen und Bibliotheken durften wieder öffnen. Der Unterricht in den Primar- und Sekundarschulen durfte wieder vor Ort stattfinden. Da dafür die Kantone zuständig sind, ergaben sich nach dieser Bekanntgabe Unterschiede in der Ausgestaltung, dies galt auch für die erst im Juni öffnenden weiterführenden Schulen: Bei der Volksschule wurde beispielsweise in St. Gallen und Zürich übereinstimmend der Start mit Halbklassen angeordnet, während im Thurgau ein Start mit dem normalen Stundenplan angekündigt wurde. In den Gymnasien verzichtete der Kanton Zürich auf die Durchführung der Maturaprüfung, während der Kanton St. Gallen nur schriftlich prüfte; der Kanton Thurgau mündlich und schriftlich.[51] Während des Verlaufs des Lockdowns waren die stärker betroffenen Kantone der Westschweiz und das Tessin gegenüber Lockerungen zurückhaltender gewesen;[52] in diesen Kantonen sollte es mehrheitlich keine Maturaprüfungen geben.[53]
Im Breiten- und Spitzensport waren wieder Trainings möglich, auch in Fitness-Studios. Ab dem 8. Juni sollten voraussichtlich wieder Sportwettkämpfe stattfinden können, allerdings vorerst unter Ausschluss der Öffentlichkeit. Im öffentlichen Verkehr galt wieder der ordentliche Fahrplan. Die Einreisebestimmungen an den Grenzen wurden für EU- und EFTA-Bürger gelockert und Familiennachzug sollte wieder möglich sein. Von Sommerferien im Ausland riet der Bundesrat jedoch ab. Grossveranstaltungen mit mehr als 1'000 Personen blieben voraussichtlich bis Ende August verboten. Die Fluggesellschaften Swiss und Edelweiss, nicht jedoch EasyJet Switzerland, sowie flugnahe Betriebe an den Landesflughäfen sollten zur Überbrückung von Liquiditätsengpässen Garantien von insgesamt 1,9 Milliarden Franken bekommen.
Am 27. September 2020 sollten fünf eidgenössische Vorlagen zur Abstimmung kommen, darunter die Begrenzungsinitiative der SVP, der Kauf von neuen Kampfjets und der Vaterschaftsurlaub.[54][55][56]

- Am 30. April teilte der Bundesrat mit, dass die Schweiz zur Linderung der Pandemie in Entwicklungsländern 400 Millionen Franken einsetzen wolle. Das internationale Rote Kreuz soll für 7 Jahre ein zinsloses Darlehen von 200 Millionen Franken und der Katastrophenfonds des Internationalen Währungsfonds IWF einen Kredit von 25 Millionen Franken erhalten. Ausserdem sollen verschiedene international aktive Organisationen maximal 175 Millionen Franken erhalten.[57]

### Mai 2020

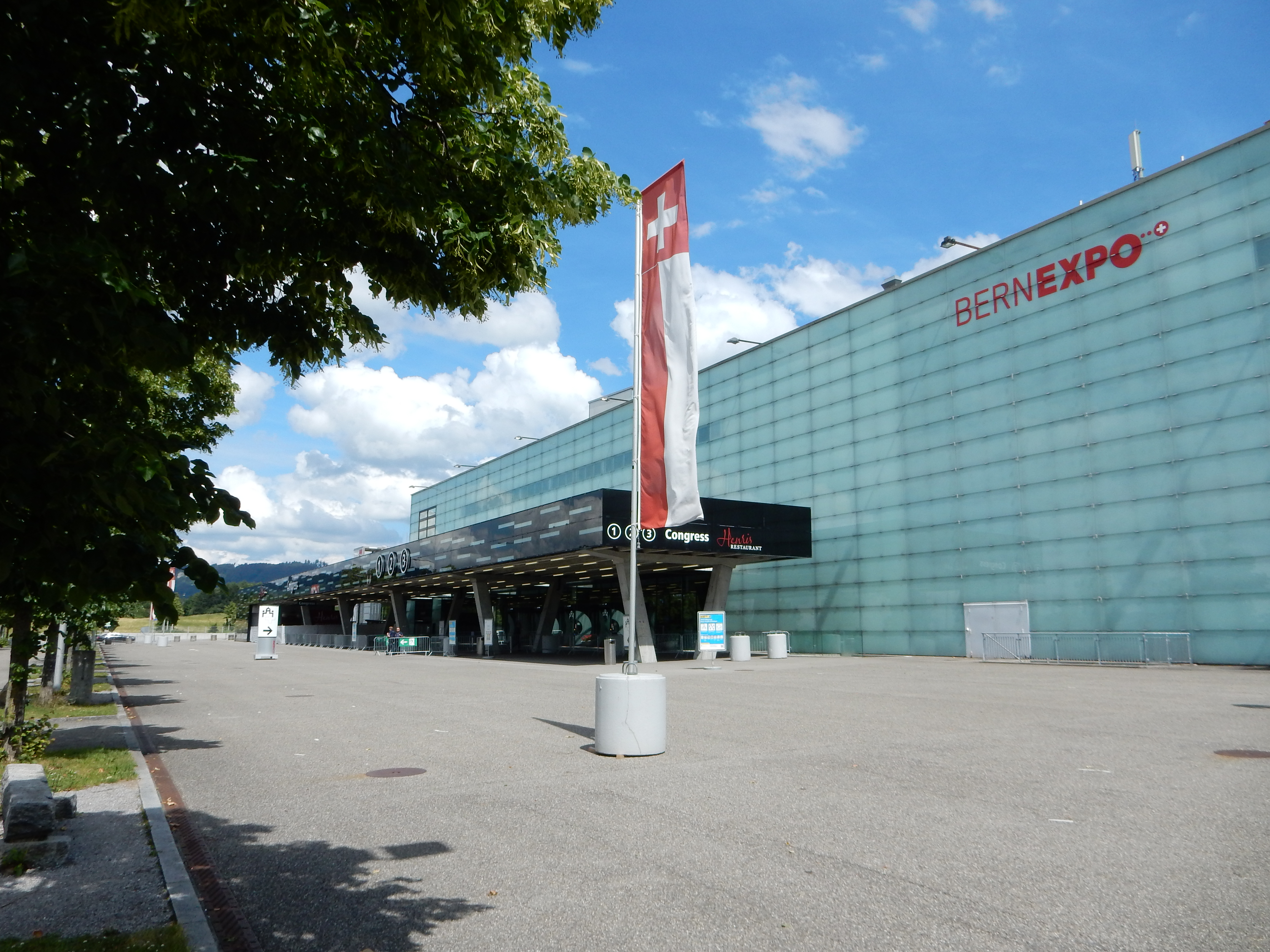
Die ausserordentliche Session und die Sommersession fanden im Messegelände der BernExpo statt

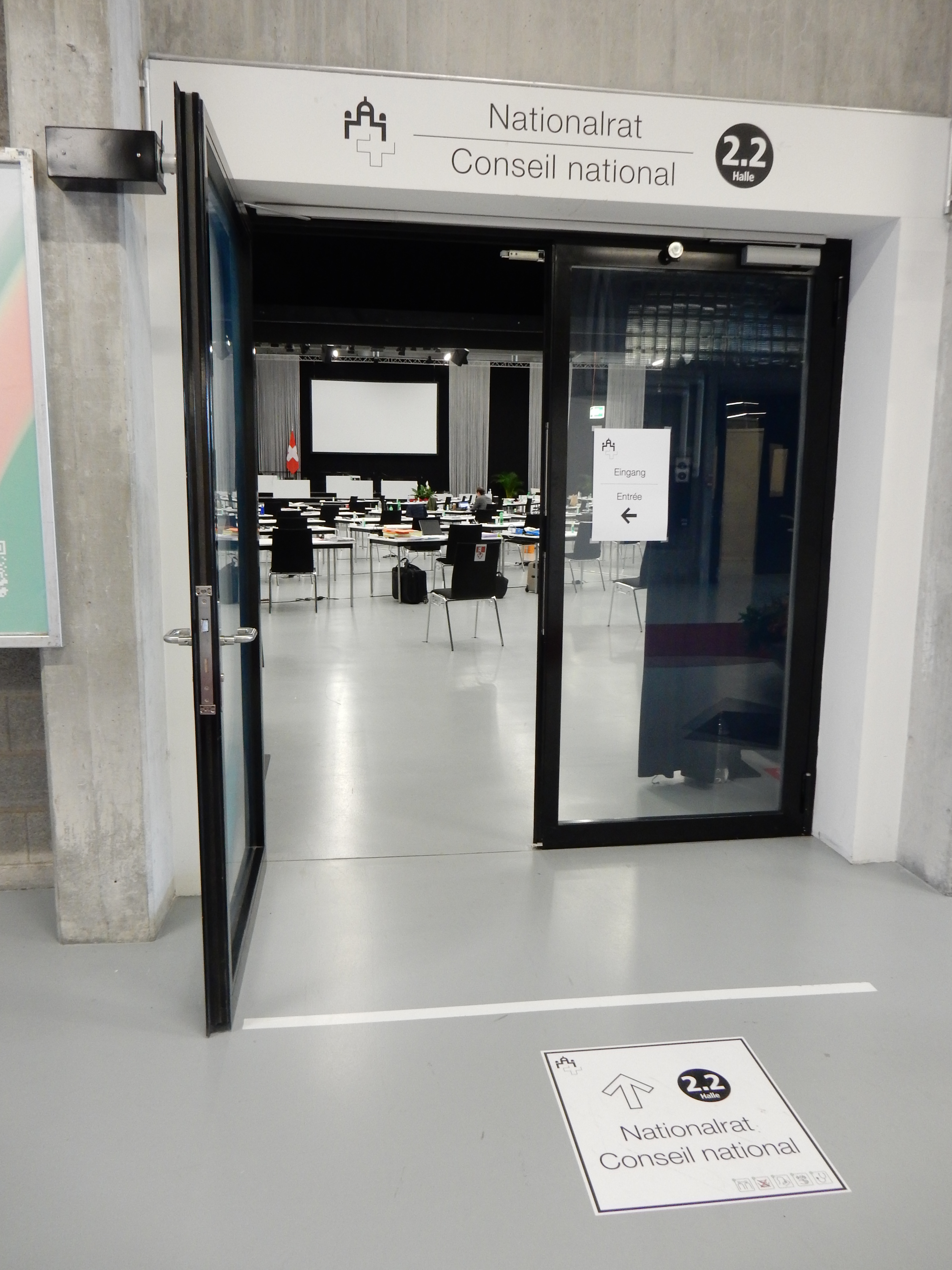
Der provisorische Nationalratssaal in der BernExpo

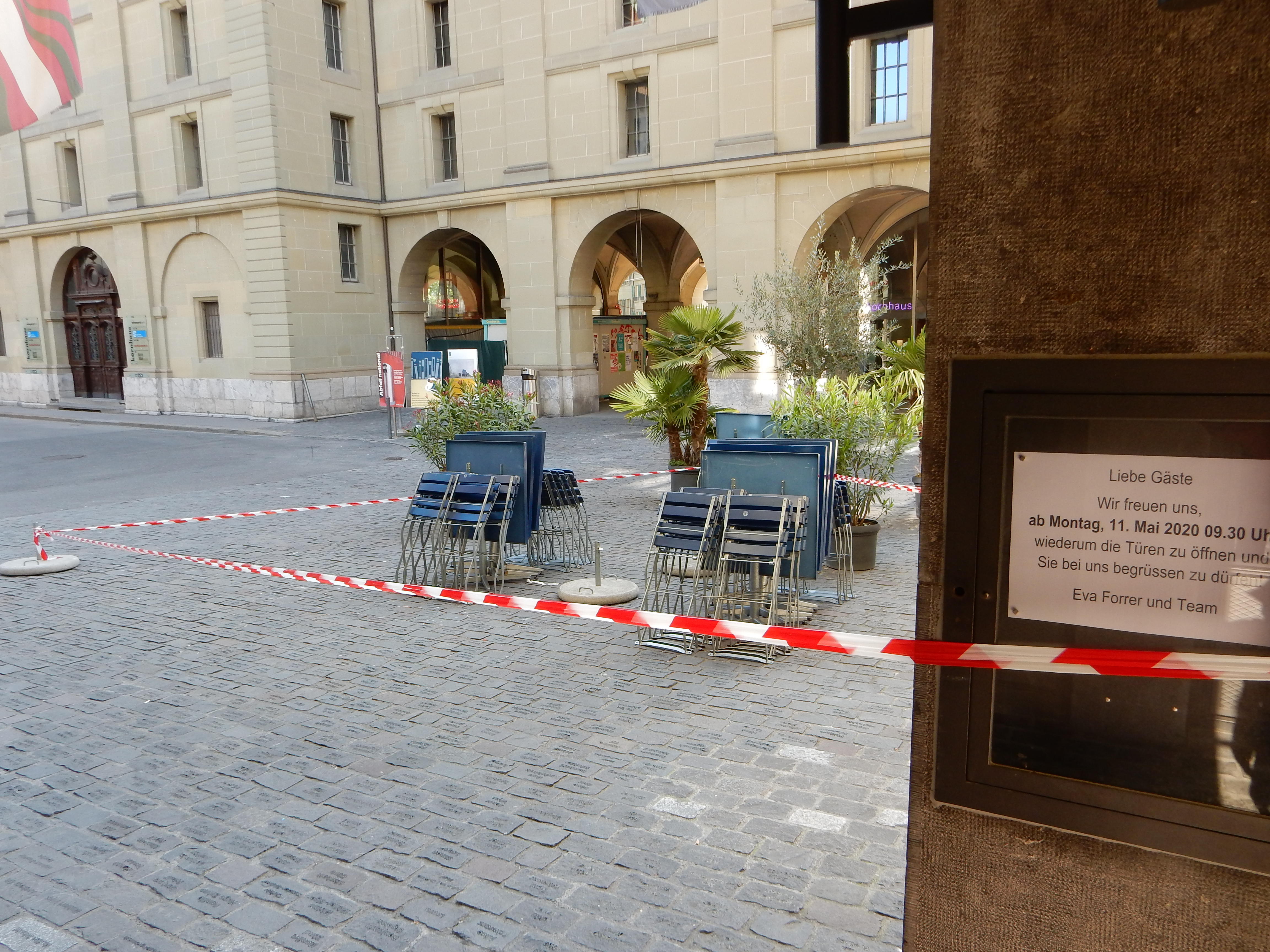
Restaurants durften ab 11. Mai mit Schutzmassnahmen wieder öffnen

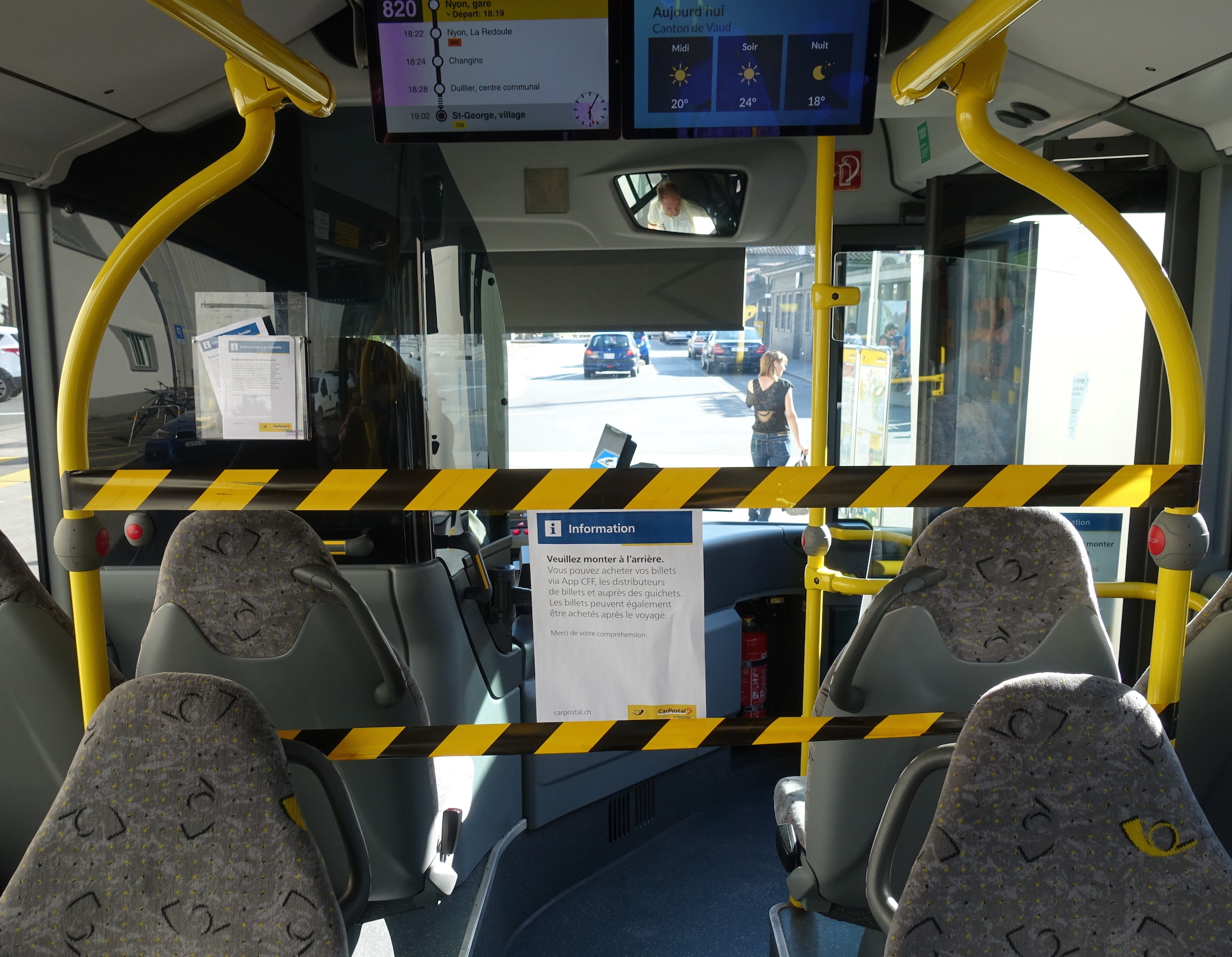
Absperrung in einem Bus zum Schutz des Fahrers

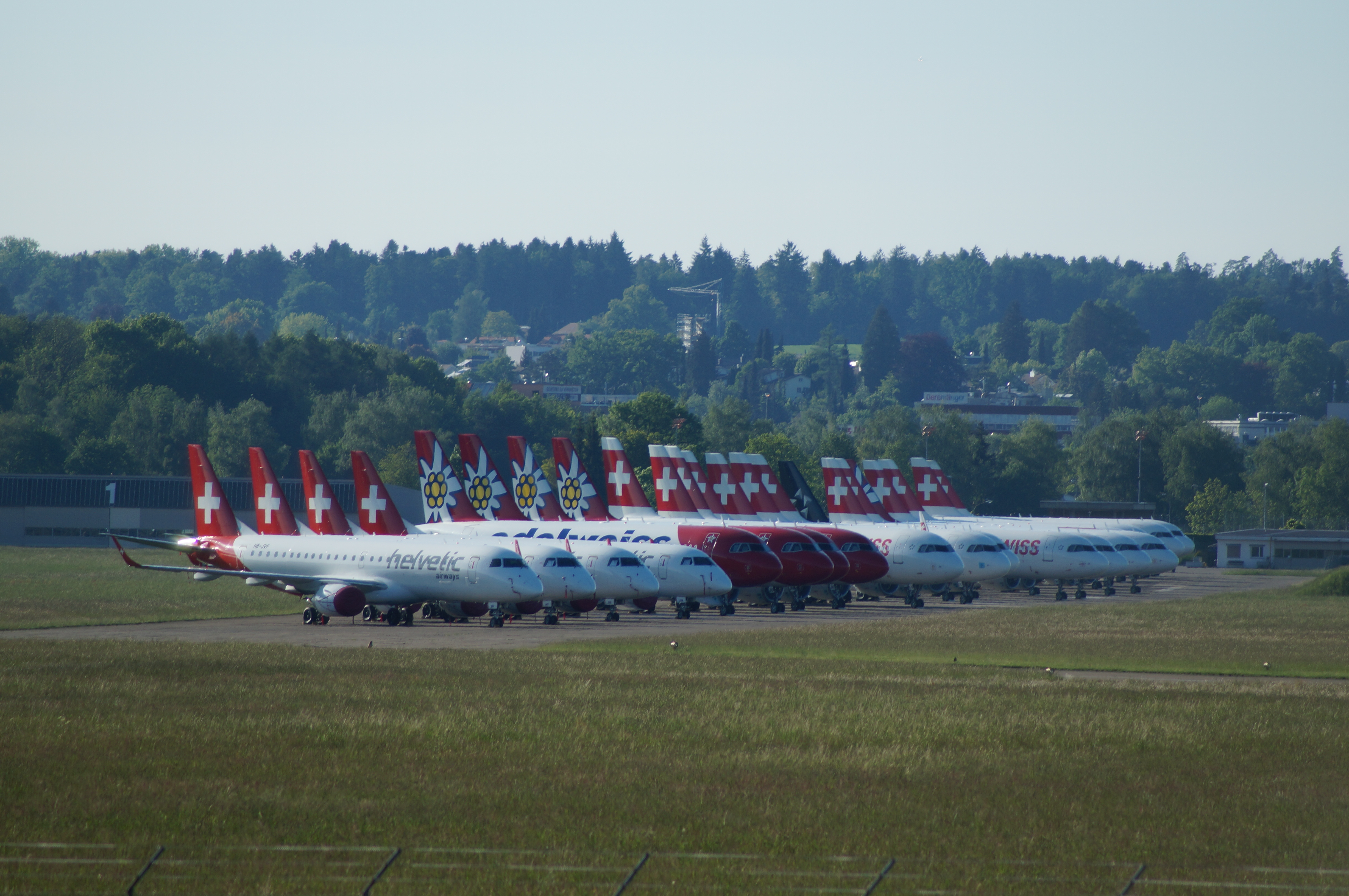
Parkierte Flugzeuge auf dem Flugplatz Dübendorf

- Zwischen dem 4. und 6. Mai 2020 trafen sich die Eidgenössischen Räte zu einer ausserordentlichen Session in Bern. Hauptthema war die nachträgliche Bewilligung des rund 57 Milliarden Franken schweren Corona-Kreditpakets des Bundesrats.

- Am 13. Mai teilte Bundesrätin Karin Keller-Sutter mit, dass die Schweizer Grenze zu Österreich, Deutschland und Frankreich ab dem 15. Juni wieder offen sei. Voraussetzung für die Öffnung war eine weiterhin positiv bleibende pandemische Entwicklung. In der Zwischenzeit sollte es für einige Personengruppen, z. B. Liebespaare, Erleichterungen geben. Das Einkaufen im Ausland wurde aber erst ab dem 15. Juni möglich. Die definitive Entscheidung wollte der Bundesrat am 27. Mai fällen. Noch keinen Zeitplan gab es bezüglich der Grenzöffnung zu Italien.[58] Bundesrätin Viola Amherd informierte, dass der durch die Coronakrise stark getroffene Schweizer Sport mit Darlehen von total 500 Millionen Franken unterstützt werde. Die Profiligen im Fussball und Eishockey sollten für die Ertragsausfälle in den folgenden sechs Monaten Darlehen von total 175 Millionen Franken erhalten. Mit 150 Millionen Franken unterstützte der Bundesrat den Breiten- und Leistungssport. Weitere 175 Millionen Franken sind im Budget 2021 vorgesehen, für den Fall, dass der Spielbetrieb während des ganzen Jahres 2021 ebenfalls nur eingeschränkt möglich wäre.[59]

- Am 20. Mai gab der Bundesrat bekannt, dass unter Einhaltung von entsprechenden Schutzkonzepten religiöse Feiern – privat oder in der Glaubensgemeinschaft – ab dem 28. Mai (Pfingsten) wieder gefeiert werden durften.[60]

- Am 27. Mai beschloss der Bundesrat einen weiteren Öffnungsschritt: so wurde per 30. Mai das Versammlungsverbot gelockert (maximal 30 Personen); per 6. Juni waren private und öffentliche Veranstaltungen mit bis zu 300 Personen wieder erlaubt (z. B. Familienanlässe, Messen, Konzerte, Theatervorstellungen oder Filmvorführungen); auch politische Kundgebungen wurden wieder möglich. Anlässe mit mehr als 1'000 Personen bleiben bis Ende August untersagt. Ebenso durften Freizeit- und Tourismusbetriebe (z. B. Bergbahnen – mit Hygiene- und Abstandsregeln des öffentlichen Verkehrs –, Campingplätze, Rodelbahnen, Seilparks, Casinos, Freizeitparks, Zoos, botanische Gärten, Schwimmbäder, Wellnessanlagen, Erotikbetriebe) wieder öffnen. Restaurationsbetriebe duften auch Gruppen über vier Personen empfangen; auch Billard oder Live-Musik wurde wieder möglich. Bei Gruppen über vier Personen waren die Betriebe verpflichtet, die Kontaktdaten eines Gastes pro Tisch aufzunehmen. Sperrstunde war für alle Betriebe um Mitternacht. Nachtclubs und Diskotheken wurden zusätzlich verpflichtet, Präsenzlisten zu erstellen. Auch durften sie pro Abend höchstens 300 Eintritte gewähren. Weiterführende Schulen – wie Mittel-, Berufs- und Hochschulen – duften ihren Unterricht wieder aufnehmen. Über die Umsetzung entschieden die Kantone. Per 8. Juni wurden wieder Gesuche von Erwerbstätigen aus dem EU/EFTA-Raum bearbeitet. Schweizer Unternehmen war es wieder möglich, Arbeitskräfte aus Drittstaaten anzustellen. Per 19. Juni stieg der Bundesrat aus dem Notrecht aus und kehrte von der «ausserordentlichen Lage» zur «besonderen Lage» gemäss Epidemiegesetz zurück. In der «besonderen Lage» erhalten die Kantone ein Anhörungsrecht. Der Bundesrat ist jedoch weiterhin befugt, gewisse Massnahmen selbst anzuordnen.[61] Per 6. Juli sollte die Personenfreizügigkeit und Reisefreiheit im gesamten Schengen-Raum wieder möglich sein. Der Bundesrat beschloss bereits früher, die Grenzkontrollen zu Deutschland, Österreich und Frankreich per 15. Juni 2020 aufzuheben. Obwohl Italien die Aufhebung der Grenzkontrollen einseitig auf den 3. Juni angekündigte, beabsichtigte die Schweiz, bis auf weiteres an den Kontrollen zu Italien festzuhalten.

- Am 29. Mai stimmten die Finanzkommissionen von National- und Ständerat dem Antrag des Bundesrats für zusätzliche 14,9 Milliarden Franken für die Arbeitslosenversicherung (ALV) zu. Stimmen die Räte in der Sommersession dem Antrag ebenfalls zu, stehen dem Bund zur Bewältigung der Corona-Krise insgesamt rund 72 Milliarden Franken zur Verfügung. Davon ist mehr als die Hälfte für die KMU-Überbrückungskredite nur verbürgt. Fällig werden dürfte nur ein Teil davon. Mit dem neuen Kredit dürften sich die tatsächlichen Ausgaben auf rund 32 Milliarden Franken belaufen.[62]

### Juni 2020
- Am 15. Juni wurden die Grenzen zu allen Staaten innerhalb des EU/EFTA-Raums wieder vollständig geöffnet. Auch der in den Grenzregionen bedeutende Einkaufstourismus nach Deutschland oder Österreich wurde wieder erlaubt. Einige der EU-Staaten erlaubten die Einreise von Personen mit Schweizer Wohnsitz aber noch nicht uneingeschränkt und bei der Rückkehr konnten medizinische Grenzkontrollen angeordnet werden.[63]

- Gemäss Information des Bundesrats vom 19. Juni wurden ab dem 22. Juni ein Grossteil der Massnahmen zur Bekämpfung des Coronavirus aufgehoben.[64] So waren Veranstaltungen mit bis zu 1'000 Personen wieder möglich; das Verbot von Demonstrationen wurde aufgehoben – allerdings galt eine Maskenpflicht. Die Sperrstunde um Mitternacht für Restaurationsbetriebe, Diskotheken und Nachtclubs wurde aufgehoben und in Restaurants bestand keine Sitzpflicht mehr. Der Mindestabstand zwischen zwei Personen wurde von 2,0 auf 1,5 Meter reduziert. Die Home-Office-Empfehlung wurde aufgehoben, die Entscheidung über ein Home-Office lag nunmehr bei den Arbeitgebern. In der Schweiz erwerbstätige Personen, die ihre Tätigkeit physisch nicht in der Schweiz ausführen können – insbesondere vorübergehend aus dem Home-Office im europäischen Ausland arbeitende Grenzgänger – blieben auch weiterhin gegebenenfalls dem schweizerischen Sozialversicherungsrecht unterstellt; mit Bezug auf einige Staaten galt dies auf Basis von zwischenstaatlichen Vereinbarungen bis Ende 2020, für Italien zunächst bis Ende Oktober 2020.[65]

### Juli 2020

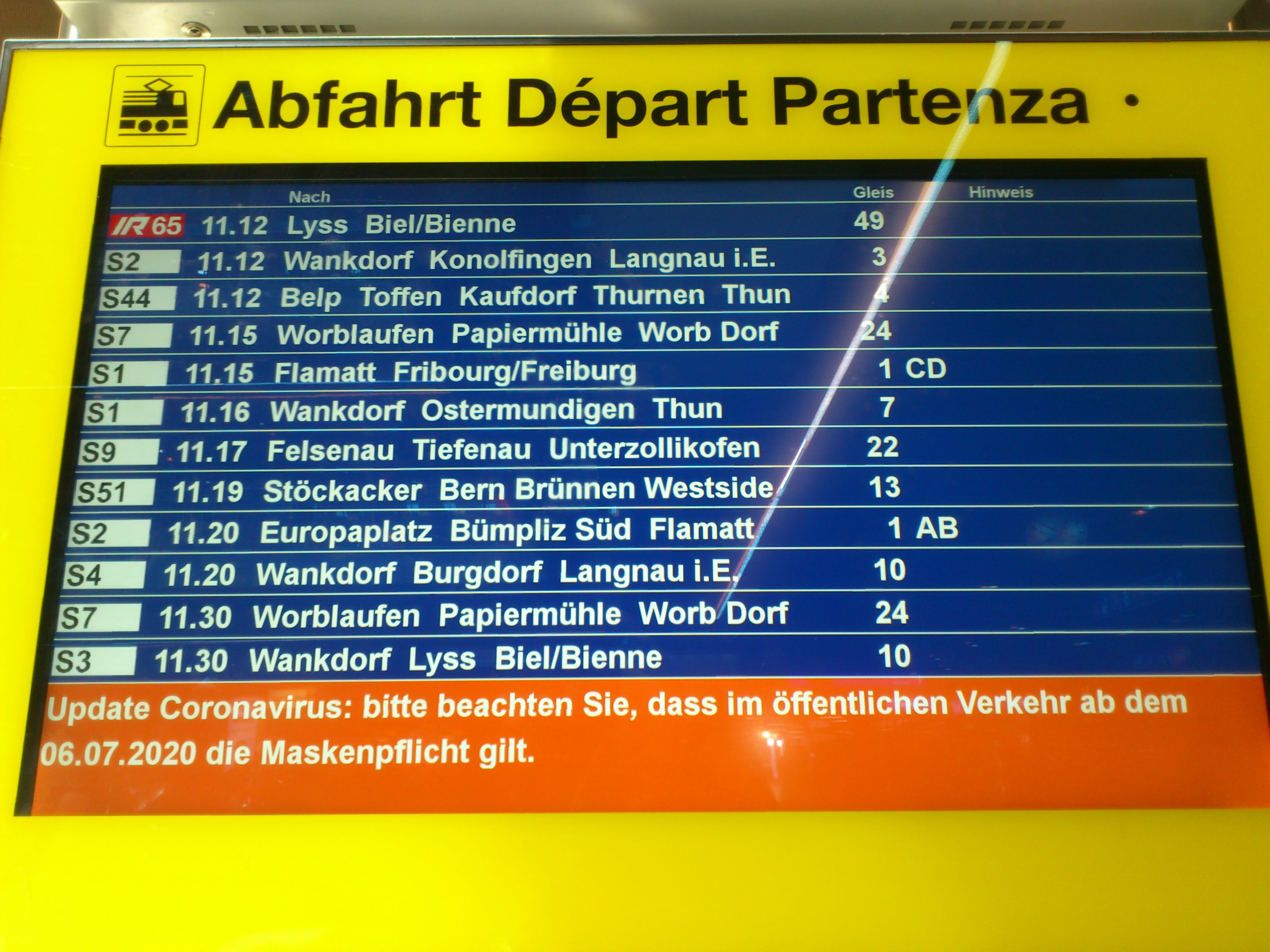
Maskenpflicht im öffentlichen Verkehr: Anzeige auf SBB-Bildschirm am 5. Juli 2020

- Der Bundesrat beschloss am 1. Juli folgende Massnahmen: Per 6. Juli galt eine «Maskentragepflicht» für Personen ab zwölf Jahren im ganzen öffentlichen Verkehr, die allerdings nicht in der Covid-19-Verordnung 3[66] verankert ist und daher keine rechtlichen Grundlagen besitzt. Das BAG sollte monatlich eine Liste der «Staaten mit erhöhtem Ansteckungsrisiko» veröffentlichen. Personen, die aus diesen Staaten in die Schweiz einreisten, mussten sich zehn Tagen in Quarantäne begeben. Ab Juli galt dies für die folgenden 29 Staaten: Argentinien, Armenien, Aserbaidschan, Bahrain, Weissrussland, Bolivien, Brasilien, Chile, Dominikanische Republik, Honduras, Irak, Israel, Kapverden, Katar, Kolumbien, Kosovo, Kuwait, Moldawien, Nordmazedonien, Oman, Panama, Peru, Russland, Saudi-Arabien, Schweden, Serbien, Südafrika, Turks- und Caicos-Inseln und die Vereinigten Staaten von Amerika. Per 20. Juli wurde das Einreisen aus mehreren Nicht-Schengen-Staaten wieder erlaubt. Direkt oder indirekt von der «Coronakrise» betroffene Selbständigerwerbende konnten länger Erwerbsausfallentschädigung beziehen als ursprünglich geplant. Der Bundesrat verlängerte die Hilfe bis Mitte September.[67][68]

### September 2020

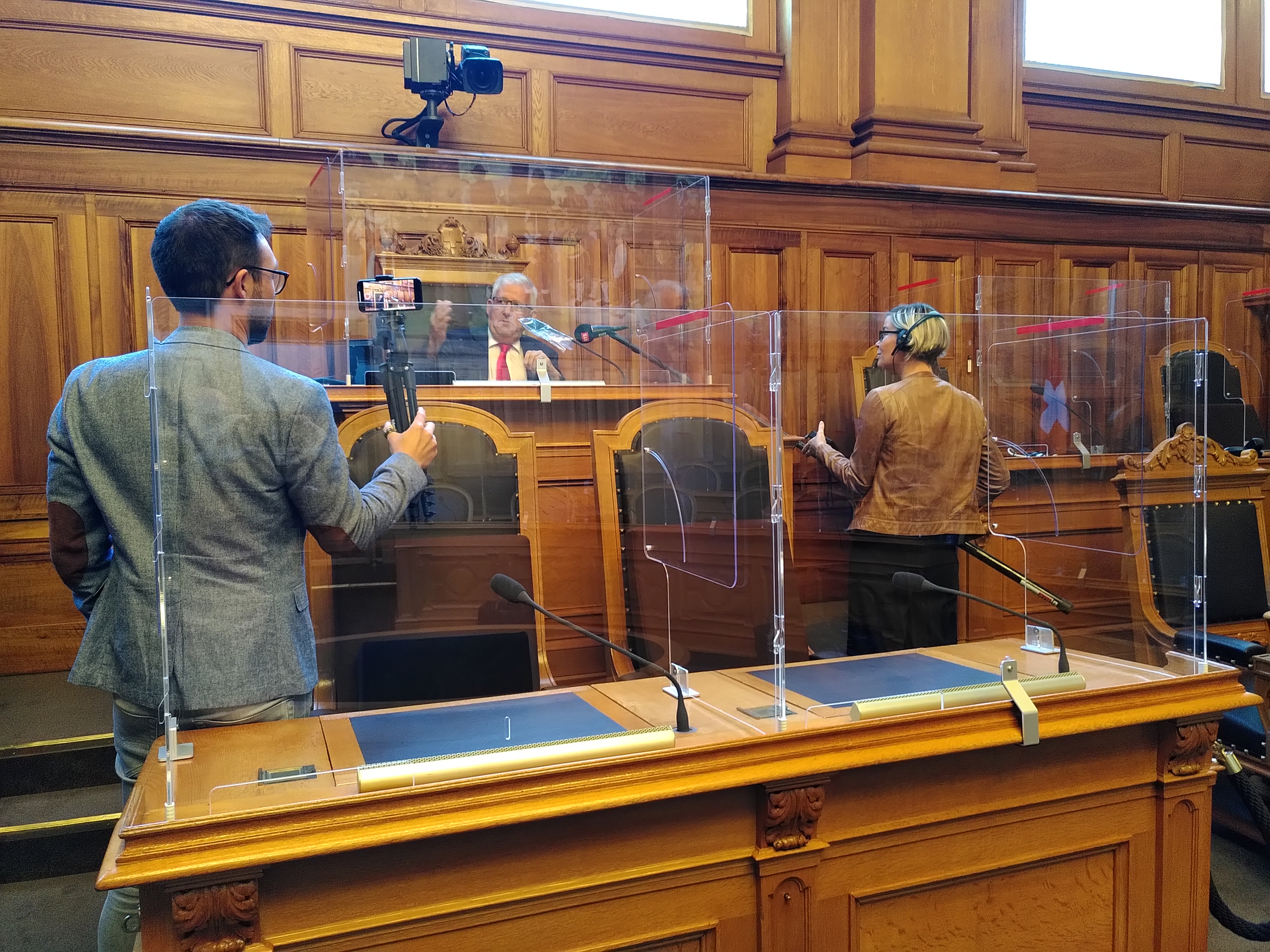
Ständeratspräsident Hans Stöckli gibt ein Interview durch eine Acrylglasscheibe

- Die Herbstsession der Eidgenössischen Räte fand wieder im Bundeshaus statt.[69][70]

### Oktober 2020

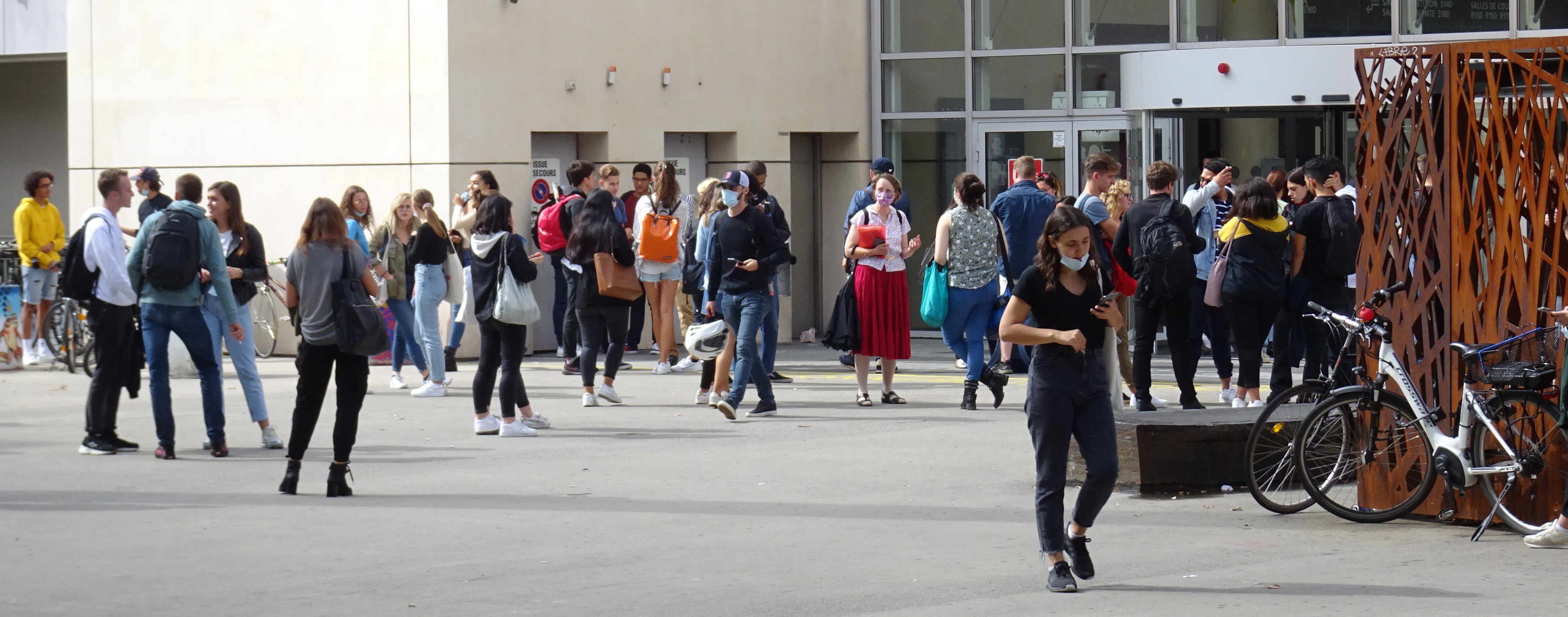
Studenten an der Universität Genf tragen eine Mund-Nasen-Bedeckung (September 2020)

- Der Bundesrat ergriff an der ausserordentlichen Sitzung vom 18. Oktober 2020 mehrere, schweizweit gültige Massnahmen.[71] Per 19. Oktober waren im öffentlichen Raum spontane Menschenansammlungen von mehr als 15 Personen verboten; namentlich auf öffentlichen Plätzen, auf Spazierwegen und in Parkanlagen. Das Konsumieren von Speisen und Getränken in Restaurants und Ausgehlokalen wie Bars oder Clubs war nur noch sitzend erlaubt, unabhängig davon, ob in Innenräumen oder im Freien. In öffentlich zugänglichen Innenräumen musste eine Maske getragen werden. Sie galt zudem in allen Bahnhöfen, Flughäfen und an Bus- und Tramhaltestellen, in öffentlich zugänglichen Innenräumen (zum Beispiel in Geschäften, Einkaufszentren, Banken, Poststellen, Museen, Bibliotheken, Kinos, Theatern, Konzertlokalen, Innenräumen von zoologischen und botanischen Gärten und Tierparks, Restaurants, Bars, Discos, Spielsalons, Hotels (mit Ausnahme der Gästezimmer), Poststellen, Eingangs- und Garderobenräume von Schwimmbädern, Sportanlagen und Fitnesszentren, in Arztpraxen, Spitälern, Kirchen und religiösen Einrichtungen, Beratungsstellen und Quartierräumen). Ebenso galt sie in jenen Teilen der öffentlichen Verwaltung, die dem Publikum zugänglich waren. Personen, die etwa aus medizinischen Gründen keine Maske tragen können, waren von der Maskentragpflicht ausgenommen.

- Der Bundesrat beschloss an der ausserordentlichen Sitzung vom 28. Oktober 2020 weitere Eingriffe in die Grundrechte.[72] Per 29. Oktober war der Betrieb von Diskotheken und Tanzlokalen verboten. In Restaurants und Bars durften höchsten vier Personen an einem Tisch sitzen. Es galt eine Sperrstunde von 23 bis 6 Uhr. Veranstaltungen (sportliche und kulturelle) mit mehr als 50 Personen waren verboten; Ausnahmen: Parlaments- und Gemeindeversammlungen. Sportliche und kulturelle Freizeitaktivitäten in Innenräumen mit bis zu 15 Personen waren erlaubt, wenn genügend Abstand eingehalten und Masken getragen wurden. Im professionellen Bereich von Sport und Kultur waren Trainings, Wettkämpfe, Proben und Auftritte zulässig. Auch in den Aussenbereichen von Einrichtungen und Betrieben musste eine Maske getragen werden, wie beispielsweise Läden, Veranstaltungsorte, Restaurants, Bars, Wochen- und Weihnachtsmärkte. Eine Maskenpflicht galt auch in belebten Fussgängerbereichen und überall dort, wo der erforderliche Abstand im öffentlichen Raum nicht eingehalten werden konnte. Auch in Schulen ab der Sekundarstufe II galt neu eine Maskenpflicht. Ebenso am Arbeitsplatz, es sei denn der Abstand zwischen den Arbeitsplätzen konnte eingehalten werden. Ausgenommen von der Maskenpflicht waren nach wie vor Kinder bis zu 12 Jahren und Personen, die aus medizinischen Gründen keine Maske tragen konnten. Per 29. Oktober kamen nur noch Staaten und Gebiete auf die Quarantäneliste, deren Inzidenz um mehr als 60 höher war als diejenige der Schweiz, sofern die Gebiete nicht an die Schweiz angrenzen, für welche keinerlei Beschränkungen vorgesehen wurden. Angepasst wurden zudem die Ausnahmebestimmungen für Geschäftsreisende und für Personen, die aus medizinischen Gründen reisen: die Regel, dass solche Reisen höchstens fünf Tage dauern dürfen, wurde aufgehoben.

### November 2020
- Per 2. November mussten Hochschulen auf Fernunterricht umstellen. Präsenzunterricht blieb in den obligatorischen Schulen und den Schulen der Sekundarstufe II (Gymnasien und Berufsbildung) erlaubt. Zusätzlich zu den bereits angewendeten PCR-Tests sollten nun auch Antigen-Schnelltests eingesetzt werden.

### Dezember 2020
- Am 11. Dezember beschloss der Bundesrat eine Verstärkung der Massnahmen per 12. Dezember.[73] Für Restaurants und Bars, Läden und Märkte, Museen und Bibliotheken sowie Sport- und Freizeitanlagen galt eine Sperrstunde ab 19 Uhr. Sie mussten – mit Ausnahme von Restaurants und Bars – auch an Sonn- und Feiertagen geschlossen bleiben. Am 24. Dezember und am 31. Dezember galt die Sperrstunde ab 1 Uhr. Take-Away-Angebote und Lieferdienste konnten bis um 23 Uhr offen bleiben. Kantone mit günstiger epidemiologischer Entwicklung konnten die Sperrstunde bis auf 23 Uhr ausweiten. Die Voraussetzung hierfür war, dass der Reproduktionswert (Re-Wert[74][75]) während mindestens sieben Tagen unter Eins und die 7-Tagesinzidenz während mindestens sieben Tagen unter dem Schweizer Schnitt lag. Veranstaltungen waren mit bestimmten Ausnahmen (religiöse Feiern bis max. 50 Personen, Beerdigungen im Familien- und engen Freundeskreis, Versammlungen von Legislativen und politische Kundgebungen) verboten, sportliche und kulturelle Aktivitäten nur noch in Gruppen bis fünf Personen erlaubt.[73] Es wurde zudem beschlossen, dass ab 18. Dezember die Kantone über die Öffnung oder Schliessung von Skigebieten entscheiden sollen (siehe entsprechender Abschnitt Massnahmen Kantone).

- Am 18. Dezember beschloss der Bundesrat eine weitere Verstärkung der Massnahmen.[76] Die neuen Massnahmen galten ab Dienstag, 22. Dezember 2020 und waren vorerst bis am 22. Januar 2021 befristet. So wurden Gastronomiebetriebe geschlossen; es galten keine Ausnahmen für die Festtage. Ebenso wurden Sportbetriebe geschlossen. Im Freien darf Sport – in Gruppen bis maximal fünf Personen – weiterhin betrieben werden. Profispiele konnten ohne Zuschauer stattfinden. Auch Museen, Kinos, Bibliotheken, Casinos, botanische Gärten und Zoos sowie andere Kultur- und Freizeiteinrichtungen wurden geschlossen. In Einkaufsläden wurde die Anzahl Personen, die sich gleichzeitig darin aufhalten dürfen, weiter eingeschränkt; die maximale Personenzahl war dabei abhängig von der frei zugänglichen Ladenfläche. Die Läden mussten zudem zwischen 19:00 und 6:00 Uhr sowie an Sonn- und Feiertagen geschlossen bleiben. Die Bevölkerung wurde wieder dazu aufgefordert, zu Hause zu bleiben.

## Bund 2021

### Januar 2021
- Am 6. Januar beschloss der Bundesrat eine Verlängerung der Massnahmen vom 11. Dezember 2020.[77] Der Bundesrat schlug vor, die Schliessung der Restaurants sowie der Kultur-, Sport- und Freizeitanlagen um fünf Wochen – bis Ende Februar – zu verlängern. Damit sollte für die betroffenen Betriebe und Mitarbeiter Planungssicherheit geschaffen werden. Der Bundesrat wollte nach Konsultation der Kantone an seiner Sitzung vom 13. Januar definitiv über die Verlängerung und deren Dauer entscheiden. Ebenfalls am 13. Januar wollte er über weitere Massnahmen zur Abfederung der wirtschaftlichen Folgen entscheiden. Den Kantonen soll es zudem nicht mehr möglich sein, bei günstiger epidemiologischer Lage die Schliessungen zu lockern. Damit möchte der Bundesrat «Einkaufs- und Gastronomietourismus» zwischen den Kantonen verhindern und die Akzeptanz der Massnahmen stärken. Dazu wurde die Covid-19-Verordnung entsprechend angepasst und trat per 9. Januar in Kraft.

- Am 13. Januar beschloss der Bundesrat eine Verlängerung und Verschärfung der Massnahmen vom 11. Dezember 2020. Die Schliessung der Restaurants sowie der Kultur-, Sport- und Freizeitanlagen wurde bis Ende Februar verlängert. Per 18. Januar galt eine Home-Office-Pflicht, Läden für Güter des nicht-täglichen Bedarfs werden geschlossen, private Veranstaltungen und Menschenansammlungen wurden weiter eingeschränkt. Die Regelung, wonach Läden, Tankstellenshops und Kioske nach 19 Uhr sowie sonntags geschlossen bleiben mussten, wurde wieder aufgehoben. Neu galt am Arbeitsplatz in Innenräumen überall dort eine Maskenpflicht, wo sich mehr als nur eine Person in einem Raum aufhält.[78] Eine Ausnahmegenehmigung für die Maskenpflicht hat das BAG für Moderatoren und Gäste in Fernsehstudios erteilt.[79] Von den Ladenschliessungen ausgenommen waren u. a. Blumenläden sowie Bau- und Gartengeschäfte.[80]

- Am 27. Januar beschloss der Bundesrat, dass neu auch die Kosten für Tests an Personen ohne Symptomen von der Allgemeinheit übernommen werden. Dies erforderte eine Änderung der Covid-19-Verordnung 3, die per 28. Januar in Kraft trat. Da negative Testergebnisse nicht mehr ans BAG gemeldet werden mussten – positive hingegen weiterhin –, sei eine Nennung der Positivitätsrate in Zukunft nicht mehr möglich.[81][82] Zudem passte er die bisherige Quarantäneregelung an: die zehntägige Quarantäne konnte verkürzt werden, falls sich die betroffene Person nach sieben Tagen testen lässt (Antigen-Schnelltest oder PCR-Test) und ein negatives Ergebnis vorweisen kann. Die neue Test- und Freigabestrategie galt auch für Einreisende aus Staaten oder Gebieten mit einem erhöhten Ansteckungsrisiko. Sie mussten künftig bei ihrer Einreise einen negativen Test vorweisen, der nicht älter als 72 Stunden sein durfte. Dies galt weiterhin nicht für Gebiete, die an die Schweiz angrenzen, für die keinerlei Einschränkungen vorgesehen wurden. Des Weiteren wurden ab dem 1. Februar 2021 Widerhandlungen gegen die «Corona-Massnahmen» explizit als Straftatbestände aufgeführt und konnten teilweise mit Ordnungsbussen bestraft werden. Die Höhe der Busse betrug zwischen 50 und 200 Franken.[83] Mit einer Ordnungsbusse gebüsst werden konnte beispielsweise, wer an den vorgeschriebenen Orten keine Mund-Nasen-Bedeckung trug. Die unmittelbare Bestrafung sollte die Einhaltung der Massnahmen in der Gesellschaft fördern.[84]

### Februar 2021

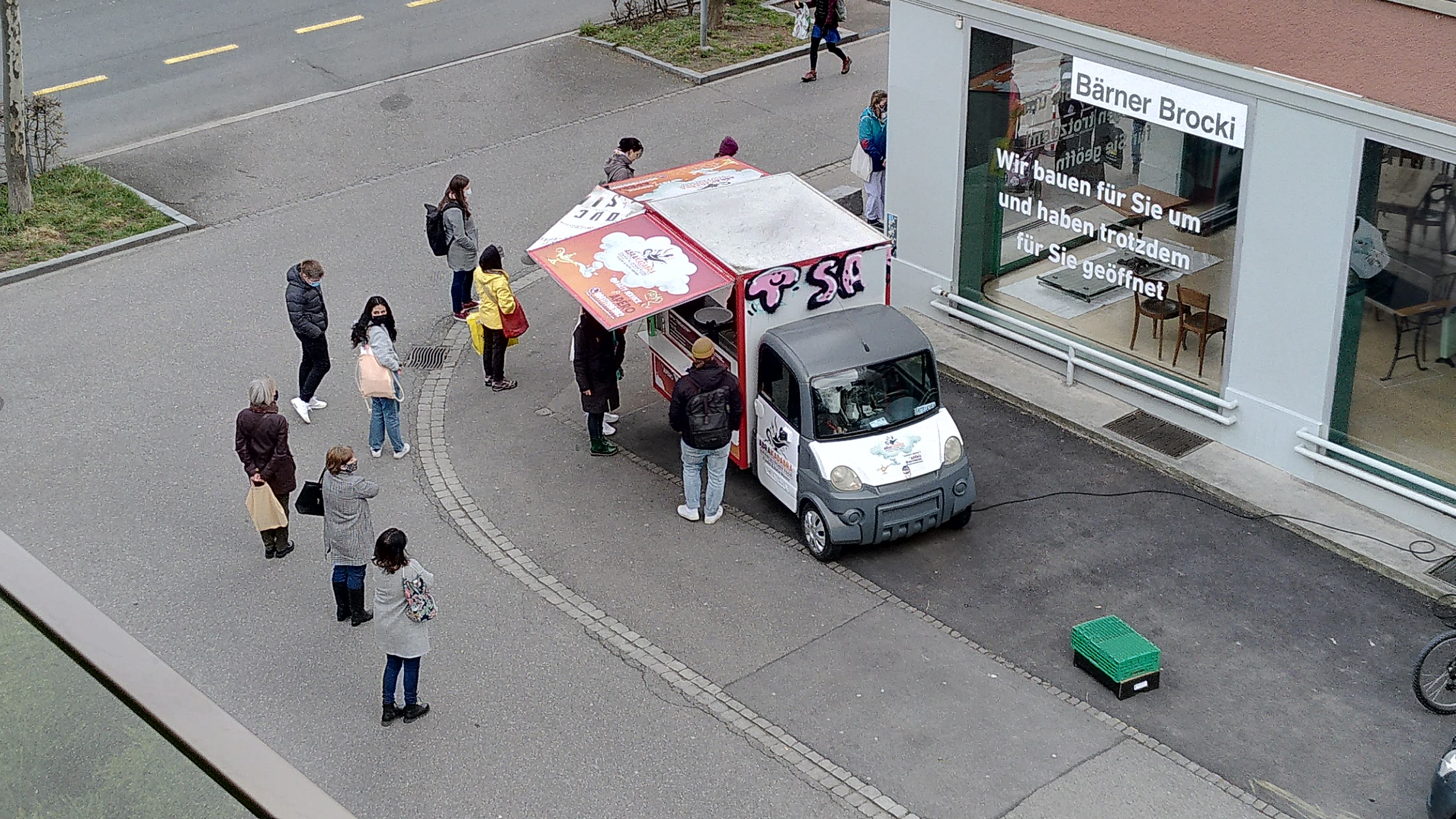
Warteschlange nach der Wiedereröffnung der Läden, weil dort Kapazitätsbeschränkungen pro Fläche gelten.

- Per 17. Februar 2021 beschloss der Bundesrat eine «vorsichtige, schrittweise Öffnung, um dem gesellschaftlichen und wirtschaftlichen Leben wieder mehr Raum zu geben». Per 1. März werden somit Läden, Museen und Lesesäle von Bibliotheken wieder öffnen können; ebenso die Aussenbereiche von Zoos, botanischen Gärten sowie Sport- und Freizeitanlagen. An all diesen Orten galten Maskenpflicht, Abstandhalten und Kapazitätsbegrenzungen. Sportanlagen (beispielsweise Kunsteisbahnen, Tennis- und Fussballplätze oder Leichtathletikstadien) konnten wieder öffnen. Hier galten Kapazitätsbeschränkungen, Maskentragpflicht oder Abstandhalten; erlaubt waren jeweils nur Gruppen von maximal fünf Personen; Wettkämpfe und Veranstaltungen sind im Erwachsenen-Breitensport nicht erlaubt. Im Freien werden private Veranstaltungen mit bis zu 15 Personen wieder erlaubt sein. Zudem sollen Jugendliche bis 18 Jahre wieder den meisten sportlichen und kulturellen Aktivitäten nachgehen können.[85] Per 22. März sollte ein zweiter Öffnungsschritt erfolgen.[86] Vorgesehen wären Kultur- und Sportveranstaltungen mit Publikum in eng begrenztem Rahmen wieder zu ermöglichen, ebenso Sport in Innenräumen oder die Öffnung von Restaurantterrassen.[85] Der Bundesrat hat nach Konsultation der Kantone an seiner Sitzung vom 24. Februar über den ersten Öffnungsschritt und das weitere Vorgehen entschieden.[86] Alle übrigen Massnahmen, die der Bundesrat am 18. Dezember 2020 und 13. Januar 2021 beschloss, sollten um einen Monat bis Ende März verlängert werden.[85]

### März 2021
- Per 5. März 2021 beschloss der Bundesrat, dass der Bund ab dem 15. März die Kosten sämtlicher Tests übernimmt. Zudem soll v. a. die «mobile Bevölkerung» in Unternehmen und Schulen wiederholt mittels Speichel-Proben getestet werden. Der Bundesrat möchte, dass sich alle Personen regelmässig testen lassen, auch wenn sie keine Symptome haben. So soll jede Person monatlich fünf Selbsttests kostenlos beziehen können (seit dem 7. April 2021 waren diese gegen Vorweisen der Krankenkassenkarte in Schweizer Apotheken erhältlich[87]); deshalb schlug er vor, dass der Bund auch die Kosten für alle Schnelltests in Apotheken und Testzentren übernimmt. Diese Regel soll auch für Grenzgänger gelten. Die Kosten für die Ausweitung der Teststrategie bezifferte der Bundesrat für das Jahr 2021 auf über eine Milliarde Franken. Grundlage bildete das Covid-19-Gesetz, welches bis Ende Jahr befristet war. Der Bundesrat wird nach Konsultation der Kantone am 12. März definitiv über das weitere Vorgehen entscheiden.[88]

### April 2021
- Per 7. April 2021 waren die in Aussicht gestellten Covid-19-Schnelltests zur Eigenanwendung für Privatpersonen ausschliesslich in den Apotheken erhältlich. Es durften nur Tests abgegeben werden, deren Validierung vom Bundesamt für Gesundheit geprüft sind und auf dessen Website publiziert werden. Da alle Covid-19-Tests zu Medizinprodukten für die In-vitro-Diagnostik – zur Erkennung von übertragbaren Krankheiten – gehörten, formulierte der Gesetzgeber in Art. 17 Abs. 3 der Medizinprodukteverordnung (MepV), dass die Abgabe solcher Medizinprodukte an Laien in der Schweiz grundsätzlich verboten ist. In der Verordnung 3 über Massnahmen zur Bekämpfung des Coronavirus, Art. 24 Abs. 4bis, war die Ausnahme des Verbots hingegen so formuliert, dass eine Abgabe dieser Covid-19-Schnelltests zur Eigenanwendung an das Publikum durch Apotheken erfolgen durfte. Bei Bedarf wollte Swissmedic im Auftrag des BAG die Eignung eines Tests für die Eigenanwendung durch Laien prüfen.[89]

- Per 21. April 2021 konkretisierte der Bundesrat seine Strategie für die kommenden Monate und definierte hierzu drei Phasen, bis alle impfwilligen Personen geimpft sind und die Massnahmen zum Schutz gegen Covid-19 aufgehoben werden können. Wie lange die einzelnen Phasen dauern, soll von der Impfbereitschaft der jeweiligen Bevölkerungsgruppen abhängen. Der Bundesrat schickte dieses Drei-Phasen-Modell bei den Kantonen nun in Konsultation. Mit weiteren Öffnungsschritten sei vor dem 26. Mai 2021 allerdings nicht zu rechnen. Der Bundesrat wird hierzu am 12. Mai 2021 eine Auslegeordnung vornehmen und allenfalls ein Öffnungspaket in die Konsultation senden.[90]
- Per 28. April 2021 legte der Bundesrat dar, unter welchen Bedingungen die Kantone ab Sommer 2021 Grossveranstaltungen bewilligen können. Dabei soll es sich vor allem um eine Entscheidungshilfe für die Kantone und nicht um einen Öffnungsplan handeln. Sollten beispielsweise Veranstaltungen mit einer kantonalen Zusicherung aus epidemiologischen Gründen nicht stattfinden, haben die Organisatoren Anspruch auf eine Entschädigung. Ab Ende Mai sollen die Kantone Grossveranstaltungen mit bis zu 3'000 Besuchern bewilligen können, sofern diese nach dem 1. Juli 2021 durchgeführt werden. Ab 1. September soll diese Obergrenze dann auf 10'000 Personen angehoben werden.[91]

### Mai 2021
- Per 12. Mai 2021 verabschiedete der Bundesrat ein Drei-Phasen-Modell, das die Strategie für die kommenden Monate festlegt: Ende Mai, wenn alle impfbereiten Risikopersonen geimpft sind, soll von der Schutzphase in die Stabilisierungsphase gewechselt werden und ein weiterer Öffnungsschritt erfolgen. So sollen ab Montag, 31. Mai 2021 unter anderem Restaurants auch im Innern wieder öffnen können. Es sollen dieselben Regelungen wie aktuell für den Aussenbereich gelten: Abstand oder Abschrankung, maximal vier Personen pro Tisch, Erhebung der Kontaktdaten aller Gäste, Sitzpflicht, Maskenpflicht auch am Tisch, wenn nicht konsumiert wird. Auf den Terrassen wird die Maskenpflicht aufgehoben. Bei öffentlichen Veranstaltungen soll die maximale Anzahl Personen erhöht werden: in Innenräumen 100 anstatt 50 Personen und draussen 300 statt 100 Personen. Neu dürfen maximal 30 statt 15 Personen gemeinsam Sport treiben; Publikum ist wieder zugelassen. Dabei gelten die Regeln für Publikumsanlässe mit 100 Personen drinnen und 300 Personen draussen. Für Betriebe, die wiederholt testen, wird die Homeoffice-Pflicht in eine Empfehlung umgewandelt. Neben Genesenen sollen nun auch Geimpfte sowohl von der Kontaktquarantäne als auch von der Reisequarantäne ausgenommen werden. Der Bundesrat schickt diese Vorschläge nun bei den Kantonen, den zuständigen Parlamentskommissionen und den Sozialpartnern in Konsultation.[92]

- Bezüglich Covid-19-Impfstoffen will der Bundesrat auch über das Jahr 2022 hinaus hauptsächlich auf Reservations- und Pandemieverträge setzen und wird zu diesem Zweck den Kontakt zu den Herstellern von mRNA-Impfstoffen weiter vertiefen.[93]

- Per 26. Mai 2021 verabschiedete der Bundesrat einen weiteren Öffnungsschritt, der per Montag, 31. Mai 2021, erfolgen wird. Der Bundesrat geht hierbei weiter als in der Konsultation vorgeschlagen, insbesondere bei den Veranstaltungen (neu gilt in Innenräumen eine Limite von 100 anstatt 50 Personen und draussen eine von 300 statt 100 Personen), den privaten Treffen (neu gilt eine Limite von 30 anstatt 10 Personen in Innenräumen und eine von 50 anstatt 15 draussen) sowie den Restaurants (Tische im Innern können wieder besetzt werden, maximal vier Personen pro Tisch, Erhebung der Kontaktdaten aller Gäste und Sitzpflicht. Auf der Terrasse sind neu Sechsertische möglich. Die Sperrstunde zwischen 23 und 6 Uhr wird aufgehoben. Am Tisch muss keine Maske getragen werden. Für das Personal gilt weiterhin eine Maskenpflicht.). Zudem sind neu nicht nur Genesene, sondern auch Geimpfte von der Quarantäne ausgenommen. Das nächste Öffnungspaket, das ab dem 1. Juli 2021 gelten soll, schickt der Bundesrat voraussichtlich am 11. Juni in Konsultation und wird darüber am 23. Juni entscheiden.[94]

### Juni 2021
- Per 23. Juni 2021 verabschiedete der Bundesrat einen weiteren Öffnungsschritt, der per Samstag, 26. Juni 2021, gelten wird. Dieser Öffnungsschritt geht insbesondere in folgenden Punkten weiter als die Konsultationsvorlage: Keine Homeoffice-Pflicht, stattdessen gilt eine Homeoffice-Empfehlung; keine Beschränkung der Anzahl Gäste pro Tisch in Restaurants; keine Beschränkungen der Kapazität und Anzahl Personen sowie keine Maskenpflicht bei Grossveranstaltungen – allerdings mit «COVID-Zertifikat» –; keine Masken- und Abstandspflicht bei kulturellen und sportlichen Aktivitäten sowie keine Unterscheidung zwischen Profis und Laien; keine Beschränkung für Präsenzveranstaltungen an Universitäten, Fachhochschulen und in der Weiterbildung. Die Maskenpflicht in Aussenbereichen von öffentlich zugänglichen Einrichtungen, Freizeitbetrieben und Restaurantterrassen wird aufgehoben. In Innenbereichen gilt weiterhin eine generelle Maskenpflicht. An der Arbeit wird die generelle Maskenpflicht ebenfalls aufgehoben. Die Schutzdauer von in der Schweiz zugelassenen Impfstoffen für vollständig geimpfte Personen wird auf zwölf Monate verlängert. Für Einreisen aus dem Schengen-Raum wird grundsätzlich die Quarantänepflicht aufgehoben.[95]

### August 2021
- Per 11. August 2021 beschloss der Bundesrat – entgegen früheren Beschlüssen –, die geltenden «Corona»-Massnahmen aufrechtzuerhalten. Die Rückkehr zur «Normalität» sei abhängig von einer massiven Erhöhung der Anzahl Personen, die sich impfen lassen, da die Impfquote aktuell 56 % (1. Impfdosis), bzw. 50 % (1. und 2. Impfdosis) betrage.[96] Ab dem 1. Oktober 2021 soll das Testen von Personen ohne Symptome nicht mehr kostenlos sein; konkret: Nicht geimpfte und nicht genesene Personen, die an einem zertifikatspflichtigen Anlass teilnehmen wollen, müssen ab 1. Oktober 2021 den Test selber bezahlen oder sich inzwischen impfen lassen. Der Bundesrat schickte diese Anpassungen in die Vernehmlassung und sollte seinen Entscheid am 25. August 2021 treffen.[97] Nun wird der Entscheid am 24. September 2021 erwartet.[98]

- Per 25. August 2021 beschloss der Bundesrat vorsorglich eine Verstärkung der Massnahmen gegen die Ausbreitung des «Coronavirus» bis zum 30. August 2021 bei den Kantonen und Sozialpartnern in Konsultation zu geben. Im Zentrum steht die Ausweitung der Zertifikatspflicht auf Innenbereiche von Restaurants, Kultur- und Freizeiteinrichtungen sowie auf Veranstaltungen im Innern. Nicht geändert werden sollen zudem die bekannten Hygiene- und Abstandsempfehlungen, die Quarantäneregeln sowie die generelle Maskentragpflicht in öffentlich zugänglichen Innenräumen, Läden und im öffentlichen Verkehr.[99] Der Bundesrat entschied am 25. August 2021 zudem über eine Anpassung der nationalen Teststrategie: bestimmte repetitive Tests (in Gesundheitseinrichtungen, Schulen, Ausbildungseinrichtungen, Universitäten, kinderbetreuenden Einrichtungen, Unternehmen) werden demnach weitergeführt. Antigen-Schnelltests für asymptomatische Personen sind ab dem 1. Oktober vom Bund nicht mehr zu vergüten, mit Ausnahmen für Personen mit Symptomen sowie Kinder und Jugendliche unter 16 Jahren.[100] Testkosten für das «Covid-Zertifikat» sollen ab dem 1. Oktober nicht mehr vom Bund übernommen werden.[99] Definitiv darüber entscheiden wird der Bundesrat aber erst am 24. September 2021.[98]

### September 2021
- Am 3. September 2021 entschied das Bundesgericht, dass die vom Kanton Bern erlassene Höchstgrenze von 15 Personen bei politischen Kundgebung unverhältnismässig und damit bundesrechtswidrig war.[101]

- Am 8. September 2021 entschied der Bundesrat, dass ab dem 13. September 2021 im Innern von Restaurants und Bars, von Kultur- und Freizeiteinrichtungen (Museen, Bibliotheken, Zoos, Fitnesscenter, Kletterhallen, Hallenbäder, Aquaparks, Billardhallen, Casinos) sowie in Innenräumen bei Veranstaltungen für Personen ab 16 Jahren eine «Covid-Zertifikatspflicht» gelten soll. Diese Massnahme ist maximal bis zum 24. Januar 2022 befristet, könnte auch früher aufgehoben werden. Gäste ohne Zertifikat in Einrichtungen oder an Veranstaltungen mit Zertifikatspflicht können mit 100 Franken gebüsst werden. Arbeitgeber dürfen das Vorliegen eines Zertifikats bei ihren Arbeitnehmern nur dann überprüfen, wenn es dazu dient, angemessene Schutzmassnahmen festzulegen oder Testkonzepte umzusetzen. Kantone und Hochschulen sind befugt, eine Zertifikatspflicht für das Bachelor- und Masterstudium einzuführen. Der Bundesrat schickte des Weiteren zwei Vorlagen in Konsultation: zur Einreise von nicht-genesenen und nicht-geimpften Personen sowie zum Zugang zum Schweizer «Covid-Zertifikat» für Personen, die im Ausland geimpft wurden.[102]

- Am 17. September 2021 beschloss der Bundesrat, dass ab Montag, 20. September 2021, Personen, die nicht geimpft oder genesen sind, bei der Einreise einen negativen Test – Antigen- oder PCR-Test – vorweisen müssen. Nach vier bis sieben Tagen wird ein weiterer, in der Schweiz durchgeführter Test verlangt, der kostenpflichtig ist. Alle Einreisenden – geimpfte, genesene und negativ getestete Personen – müssen zudem das Einreiseformular (Passenger Locator Form, SwissPLF) ausfüllen. Von der Test- und Formularpflicht ausgenommen sind Personen, die ohne Zwischenhalt durch die Schweiz reisen, wer beruflich Güter oder Personen befördert, Grenzgänger und Personen, die aus Grenzgebieten einreisen sowie Kinder unter 16 Jahren. Ab dem 20. September können alle Personen, die mit einem von der European Medicines Agency zugelassenen Impfstoff im Ausland geimpft sind und die in der Schweiz Wohnsitz haben oder in die Schweiz einreisen, ein Schweizer «Covid-Zertifikat» erlangen.[103]

### Oktober 2021
- Am 20. Oktober 2021 beschloss der Bundesrat, dass der Zugang zum «Covid-Zertifikat» für die Benutzung im Inland erleichtert werden soll; insbesondere für genesene Personen. Künftig sollen sogenannte «Schweizer Covid-Zertifikate» auch für Personen ausgestellt werden, die einen aktuellen positiven Antikörpertest vorlegen können. Personen, die sich aus medizinischen Gründen weder impfen noch testen lassen können, sollen künftig auch ein maschinenlesbares «Schweizer Covid-Zertifikat» mit einer Gültigkeitsdauer von 365 Tagen erhalten. Die Konsultation dazu läuft bis am 26. Oktober, am 3. November will der Bundesrat entscheiden. Der Bundesrat führte zudem eine Diskussion über eine teilweise Aufhebung der Zertifikatspflicht, will die geltende Zertifikatspflicht allerdings vorerst beibehalten und die Situation Mitte November 2021 neu beurteilen.[104]

### November 2021
- Am 3. November 2021 beschloss der Bundesrat die Einführung eines «Schweizer Covid-Zertifikats». Damit kann die Gültigkeitsdauer des «Covid-Zertifikats» für genesene Personen im Inland auf zwölf Monate verlängert werden. Weiterhin wird genesenen Personen empfohlen, sich ab vier Wochen nach der Infektion einmal impfen zu lassen. Zudem können auch Personen mit einem aktuellen positiven Antikörper-Test ein «Schweizer Covid-Zertifikat» erhalten, welches 90 Tage und nur in der Schweiz gültig ist. Nach Ablauf dieser 90 Tage kann die betroffene Person einen weiteren Antikörpertest durchführen lassen. Personen, die sich aus medizinischen Gründen weder impfen noch testen lassen können, erhalten ab Mitte Dezember 2021 – auf Antrag – ein «Schweizer Covid-Zertifikat», das 365 Tage gültig ist. Der Bundesrat beschloss zudem, dass auch die Auffrischimpfung kostenlos ist und die Testkosten für Erstgeimpfte auch nach Ende November während sechs Wochen nach der Erstimpfung vom Bund übernommen werden.[105]

- Am 26. November 2021 beschloss der Bundesrat, dass aufgrund der neu entdeckten Virusvariante B.1.1.529 – welche mehr Mutationen aufweist, als der Wissenschaft von anderen Varianten bekannt sind und von der WHO als besorgniserregend eingestuft wurde – alle direkten Flüge aus der Region des südlichen Afrikas verboten werden. Bei der Einreise aus der Region Südafrika, aus Hongkong, Israel und Belgien müssen zudem alle Personen einen negativen «Covid-19-Test» vorlegen und sich für zehn Tage in Quarantäne begeben. Eine Einreise aus diesen Ländern ist für Personen, die nicht Schweizer Bürger sind oder über eine Aufenthaltsgenehmigung in der Schweiz oder im Schengenraum verfügen, nicht mehr möglich.[106]

- Am 30. November 2021 erkannte der Bundesrat an einer ausserordentlichen Sitzung, dass der Kenntnisstand über die neue Virusvariante Omikron noch tief ist. Die Kombination der derzeit hohen Viruszirkulation und der neuen Variante könne für die Schweiz problematisch sein, weshalb der Bundesrat deshalb entschied, vorsorglich eine Konsultation zu verstärkten Massnahmen zu starten. Bis am 1. Dezember 2021 werden die Kantone, die Sozialpartner sowie zuständigen Parlamentskommissionen konsultiert. Für alle Innenbereiche von öffentlich zugänglichen Betrieben und Einrichtungen mit Zertifikatspflicht – einschliesslich der zertifikatspflichtigen Veranstaltungen im Innern – soll zusätzlich eine Maskenpflicht eingeführt werden. Die Zertifikatspflicht soll auf alle öffentlich zugänglichen Veranstaltungen in Innenräumen und auf alle sportlichen und kulturellen Aktivitäten von Laien in Innenräumen ausgeweitet werden. Auch bei privaten Treffen im Familien- und Freundeskreis in Innenbereichen soll künftig ab 11 Personen eine Zertifikatspflicht gelten. Des Weiteren soll die Zertifikatspflicht bei Veranstaltungen im Freien auf Veranstaltungen ab 300 Teilnehmer (aktuell ab 1'000 Teilnehmer) ausgeweitet werden. Alle Schulen der obligatorischen Schulen und der Sekundarstufe II sollen verpflichtet werden, repetitive Tests anzubieten. Die «Covid-19-Verordnung» soll so angepasst werden, dass PCR-Tests nicht mehr 72 Stunden, sondern nur noch 48 Stunden gültig sind. Die Gültigkeitsdauer der Antigen-Schnelltests wird von 48 Stunden auf 24 Stunden reduziert. Die Massnahmen sollen bis am 24. Januar 2022 befristet sein.[107]

### Dezember 2021
- Am 3. Dezember 2021 beschloss der Bundesrat, dass per 6. Dezember 2021 die Zertifikats- und Maskenpflicht ausgeweitet, die Home-Office-Empfehlung verstärkt sowie die Gültigkeit von Antigen-Schnelltests verkürzt wird. Die Zertifikatspflicht gilt neu in Innenräumen für alle öffentlichen Veranstaltungen sowie für alle sportlichen und kulturellen Aktivitäten von Laien. Zudem galt neu bei Veranstaltungen im Freien bereits ab 300 Teilnehmer eine Zertifikatspflicht. Eine Maskenpflicht gilt drinnen neu überall dort, wo eine Zertifikatspflicht gilt; ausser bei privaten Treffen. Wo Maskentragen nicht möglich war, galten deshalb Ersatzmassnahmen: eine Sitzpflicht für die Konsumation im Restaurant oder das Erheben der Kontaktdaten bei Kultur- und Sportaktivitäten wie Chorproben oder Hallentrainings. Ausserdem erhalten zertifikatspflichtige Veranstaltungen und Einrichtungen die Möglichkeit, den Zutritt auf geimpfte und genesene Personen zu beschränken und damit auf die Maskenpflicht zu verzichten. Die neuen Massnahmen waren bis am 24. Januar 2022 befristet. Zudem galt bei der Einreise eine verschärfte Testpflicht. Dafür wurden ab 4. Dezember 2021 alle Länder von der aktuellen Quarantäneliste gestrichen.[108]

- Am 10. Dezember 2021 beschloss der Bundesrat, dass er zwei Varianten für weitergehende Massnahmen in Konsultation gibt. Die erste Variante sieht in Innenbereichen die Einführung der «2G-Regel» mit Masken- und Sitzpflicht vor; Zugang zu Kultur-, Sport- und Freizeitbetrieben, Restaurants sowie Veranstaltungen würde geimpften und genesenen Personen vorbehalten. Wo die Maske nicht getragen oder nicht im Sitzen konsumiert werden kann – etwa in Discos, Bars oder bei gewissen Freizeitaktivitäten – ist zusätzlich ein negativer Test nötig, die sogenannte «2G-plus-Regel». In der zweiten Variante sind dort Schliessungen geplant, wo die Mund-Nasen-Bedeckung nicht getragen werden kann. Bei beiden Varianten würden die Basismassnahmen verstärkt, etwa mit einer Homeoffice-Pflicht und der Beschränkung privater Treffen. Die Konsultation dauert bis zum 14. Dezember 2021. Der Bundesrat startete zudem die Konsultation zur erneuten Übernahme der Testkosten, um den Auftrag des Parlaments nach der Schlussabstimmung möglichst rasch umsetzen zu können.[109]

- Am 17. Dezember 2021 beschloss der Bundesrat, dass ab Montag, 20. Dezember 2021 verschärfte Massnahmen gelten: Wo derzeit in Innenräumen die 3G-Regel gilt – Zugang für geimpfte, genesene oder negativ getestete Personen –, gilt künftig die 2G-Regel (Zugang nur für geimpfte und genesene Personen). Dies betrifft Restaurants, Kultur-, Sport- und Freizeitbetriebe sowie Veranstaltungen. Zusätzlich gilt an diesen Orten weiterhin eine Maskenpflicht und eine Sitzpflicht bei der Konsumation. Für Veranstaltungen mit mehr als 300 Personen draussen gilt weiterhin die 3G-Regel. Wo weder das Maskentragen noch eine Sitzpflicht möglich ist, sind nur noch geimpfte und genesene Personen zugelassen, die zusätzlich ein negatives Testresultat vorweisen können (2Gplus-Regel). Diese Regel gilt einerseits für Discos und Bars, andererseits für Sport- und Kulturaktivitäten von Laien, wenn keine Maske getragen wird, wie etwa Blasmusikproben; ausgenommen sind Jugendliche bis 16 Jahre. Nach der Konsultation der Kantone, der zuständigen Parlamentskommissionen, der Sozialpartner und direktbetroffener Verbände wurde diese Regel ergänzt: Personen, deren vollständige Impfung, Booster-Impfung oder Genesung nicht länger als vier Monate zurückliegt, sind von der Testpflicht ausgenommen. Betriebe und Veranstaltungen, die der 2G-Regel unterstehen, können freiwillig 2Gplus anwenden und damit auf die Masken- und die Sitzpflicht verzichten. Der Bundesrat hat zudem die Übernahme der Testkosten geregelt, die Beschaffung zusätzlicher Impfdosen beschlossen (Im Jahr 2022 stehen insgesamt rund 34 Millionen Impfstoffdosen zur Verfügung) sowie geregelt, dass künftig die Kosten von gewissen COVID-19-Tests – die zu einem «COVID-Zertifikat» führen – wieder übernommen werden.[110]

## Bund 2022

### Januar 2022
- Am 12. Januar 2022 beschloss der Bundesrat, dass die am 17. Dezember 2021 verabschiedeten Massnahmen mindestens bis zum 31. März 2022 verlängert werden. Danach sollen sie per 1. Februar 2022 in Kraft gesetzt werden. Ab Donnerstag, 13. Januar 2022 wird zudem die Dauer der Isolation von zehn auf fünf Tage verkürzt. Um die Isolation beenden zu können, muss eine Person weiterhin 48 Stunden ohne Symptome sein. Die Kontaktquarantäne wird ebenfalls auf fünf Tage verkürzt. Zu beiden Quarantänen können die Kantone Ausnahmen gewähren, um die Versorgungsicherheit zu gewährleisten.[111]

- Am 19. Januar 2022 beschloss der Bundesrat, dass die am 17. Dezember 2021 beschlossenen Massnahmen bis zum 31. März 2022 verlängert werden. Er verkürzt zudem ab dem 31. Januar 2022 die Gültigkeitsdauer aller «Impfzertifikate» von 365 auf 270 Tage. Nach der Konsultation beschloss der Bundesrat auch, dass die Kontaktquarantäne bis Ende Februar befristet wird. Sie gilt nur noch für Personen, die im gleichen Haushalt wohnen oder ähnlichen regelmässigen Kontakt haben. Ab Samstag, 22. Januar, müssen geimpfte und genesene Personen vor der Einreise in die Schweiz keinen negativen PCR- oder Antigen-Schnelltests mehr vorweisen; für nicht geimpfte und nicht genesene Personen wird der Test vor der Einreise in die Schweiz beibehalten. Die 2G- und die 2Gplus-Regel – für gewisse Innenräume inkl. ausgeweiteter Maskenpflicht –, die 3G-Regel für Veranstaltungen draussen ab 300 Personen sowie die Einschränkung privater Treffen gelten provisorisch bis Ende März.[112]

### Februar 2022
- Am 2. Februar 2022 beschloss der Bundesrat, dass per 3. Februar 2022 die Homeoffice-Pflicht und die Kontaktquarantäne aufgehoben wird. Bis am 9. Februar dauert die Konsultation bei den Kantonen, den Sozialpartnern, den Parlamentskommissionen und den betroffenen Verbänden bezüglich einer umfassenden Aufhebungen von Massnahmen. Er schlägt hierbei zwei Varianten vor. Variante 1: Aufhebung der Massnahmen in einem einzigen Schritt per 17. Februar 2022; aufgehoben wären alle Schutzmassnahmen wie die Zertifikatspflicht für Restaurants, Veranstaltungen oder Freizeit- und Kulturbetriebe; die Maskenpflicht im öffentlichen Verkehr, in Läden und in allen andern öffentlich zugänglichen Innenräumen; die Einschränkungen privater Treffen; die Bewilligungspflicht für Grossveranstaltungen. Variante 2: Aufhebung der Massnahmen in zwei Schritten mit Lockerungen wie Aufheben der Zertifikatspflicht für Restaurants, Veranstaltungen, Freizeit- und Kulturbetriebe; Aufheben der Einschränkungen bei privaten Treffen; Aufheben der Bewilligungspflicht für Grossveranstaltungen im Freien; 2G-Regel dort, wo heute die 2G+-Regel gilt. In einem zweiten Schritt würden die restlichen Schutzmassnahmen aufgehoben wie Maskenpflicht, 2G-Regel und Bewilligungspflicht für Grossveranstaltungen in Innenräumen.[113]

- Am 4. Februar 2022 beschloss der Bundesrat, dass der Bund weiterhin die Kosten für PCR-Tests von Personen, die Kontakt mit einer positiv getesteten Person hatten, übernimmt. Mit der Aufhebung der Kontaktquarantäne strich der Bundesrat per 2. Februar zuerst grundsätzlich die Kostenübernahme für PCR-Tests. Für gewisse Personen ist dies aber weiterhin wichtig: beispielsweise solche, die sich in einer Chemotherapie befinden. Der Bundesrat passte die Covid-19-Verordnung-3 dementsprechend an.[114]

- Am 16. Februar 2022 beschloss der Bundesrat, dass ab dem 17. Februar fast alle Massnahmen aufgehoben werden. Es sind dies die Maskenpflicht in Läden und in Innenbereichen von Restaurants sowie von öffentlich zugänglichen Einrichtungen, Betrieben und Veranstaltungen; die Maskenpflicht am Arbeitsplatz; die Zugangsbeschränkungen mittels Zertifikat (3G-, 2G- und 2G+-Regel) zu Einrichtungen und Betrieben wie Kinos, Theatern und Innenbereichen von Restaurants sowie bei Veranstaltungen; die Bewilligungspflicht für Grossveranstaltungen; die Einschränkungen privater Treffen. Aufgehoben wird auch die Home-Office-Empfehlung des BAG. Bis Ende März 2022 müssen sich positiv getestete Personen weiterhin während mindestens fünf Tagen in Isolation begeben, zum anderen wird die Maskenpflicht im öffentlichen Verkehr sowie in Gesundheitseinrichtungen beibehalten. Die grenzsanitarischen Massnahmen bei der Einreise in die Schweiz werden aufgehoben: es muss kein Impf-, Genesungs- oder negativer Test-Nachweis und kein ausgefülltes Einreiseformular mehr vorgelegt werden. Das Beratungsmandat der «Science Task Force» wird vorzeitig auf Ende März beendet.[115]

### März 2022
- Per 18. März 2022 entschied der Bundesrat, dass ab Montag, 21. März 2022, die Gültigkeit des Schweizer «Covid-Zertifikats» für genesene Personen von 270 auf 180 Tage beschränkt wird. Für die Einreise in Staaten, in denen heute das Schweizer «Covid-Zertifikat» anerkannt ist, besteht in der Regel bereits heute eine maximale Gültigkeitsdauer von 180 Tagen. Für die Einreise in die Schweiz hob der Bundesrat bereits am 16. Februar 2022 die grenzsanitarischen Massnahmen auf. Weiterhin gelten aber Einreisebestimmungen für nicht geimpfte Personen aus bestimmen Ländern ausserhalb des Schengen-Raums.[116]

- Per 30. März 2022 entschied der Bundesrat, dass die letzten Massnahmen in der Covid-19-Verordnung per 1. April 2022 aufgehoben werden: die Isolationspflicht für infizierte Personen sowie die Maskenpflicht im öffentlichen Verkehr und in Gesundheitseinrichtungen. Mit dem Wechsel in die normale Lage wechseln die meisten Aufgaben in der Bewältigung der Covid-19-Pandemie zurück in die Hauptverantwortung der Kantone, so wie es das Epidemiengesetz vorsieht. Der Bund hat ein Grundlagenpapier erarbeitet, das die Ziele und die Aufgabenverteilung in der Übergangsphase festhält. Es ist bis am 22. April 2022 bei den Kantonen, den Sozialpartnern sowie den Parlamentskommissionen in Konsultation. Der Bundesrat beschloss zudem, die SwissCovid-App vorübergehend zu deaktivieren, denn mit der Aufhebung der Isolationspflicht sind die Voraussetzungen für eine wirksame Weiterführung der App nicht mehr gegeben. Der Bundesrat beschloss zudem mehrere Anpassungen in der Covid-19-Verordnung 3; dazu gehört die Einstellung der Kostenübernahme repetitiver Tests in Lagern und die Erleichterung des Zugangs zu Arzneimitteln für gewisse schwer immunsupprimierte Personen.[117]

### Mai 2022
- Per 2. Mai 2022 wurden die letzten Einreisebeschränkungen aufgehoben.[28]

## Bund 2023

### Januar 2023
Ab dem 1. Januar 2023 müssen Getestete prinzipiell selber für die Kosten der Coronatests aufkommen.

### April 2023
Per 1. April 2023 wurden die Zinssätze der ab März 2020 an Unternehmen vergebenen Covid-Kredite erhöht.

## Kantone
Bevor am 16. März 2020 der Bundesrat die «ausserordentliche Lage» gemäss Epidemiengesetz erklärte – ab dann galten in der Schweiz dieselben Regeln –, lagen viele Massnahmen im Verantwortungsbereich der Kantone.

### März 2020
So rief beispielsweise der Kanton Tessin auf Basis von Art. 40 des Epidemiengesetzes den Notstand aus. Der Kanton Freiburg verbot den Präsenzunterrichts bis Ende April 2020. Der Kanton Bern verbot Besuche in Altersheimen und Spitälern. Im Kanton Graubünden mussten u. a. alle Restaurationsbetriebe den Betrieb einstellen. Ähnliche Massnahmen wurden in den Kantonen Jura, Neuenburg und Basel-Landschaft beschlossen. Der Kanton Uri verhängte sogar eine Ausgangsbeschränkung für alle über 65-Jährigen. Per Ende März wurden die meisten wirtschaftlichen Aktivitäten verboten.

### Juli 2020
Ende Juni wurden die Kantone wieder vermehrt in die Pflicht genommen. Im Kanton Tessin wurde die maximale Anzahl der Gäste in Nachtclubs und Diskotheken von 300 auf 100 heruntergesetzt; zudem wurden Menschenansammlungen von mehr als 30 Personen verboten. Im Kanton Zürich galt in Nachtclubs Ausweispflicht, zudem mussten die Telefonnummern der Gäste erfasst und überprüft werden. Im Kanton Luzern mussten in Clubs und Barbetrieben mit Tanzmöglichkeiten die Gäste zweifelsfrei identifiziert und erfasst werden. In allen Kantonen galt für Personen ab 12 Jahren eine «Maskentragepflicht» in öffentlichen Verkehrsmitteln. Im Kanton Jura galt für zwei Monate eine «Maskentragepflicht» in Einkaufsgeschäften für Personen ab 12 Jahren. Im Kanton Waadt galt eine «Maskentragepflicht» in Geschäften, in denen sich mehr als zehn Personen gleichzeitig aufhalten. Im Kanton Schaffhausen musste am Eingang von Bars und Clubs die Identität und die Telefonnummern der Gäste erfasst und überprüft werden. Die Kantone Aargau, beider Basel und Solothurn senkten die maximale Besucherzahl für Restaurants und Veranstaltungen von 300 auf 100 Personen. Im Kanton Genf galt eine «Maskentragepflicht» in allen Geschäften.

### September 2020
Im Kanton Solothurn wurde eine «Maskentragepflicht» in vielen öffentlichen Geschäften eingeführt.

### Oktober 2020
Im Oktober wurde die «Maskentragepflicht» in öffentlich zugänglichen Räumen auch im Kanton Bern eingeführt und man beschloss, die maximale Anzahl Gäste in Clubs, Bars und Diskotheken von 300 auf 100 zu reduzieren. Auch der Kanton Luzern beschloss eine «Maskentragpflicht» in öffentlich zugänglichen Räumen. Etwas später beschloss der Kanton Bern, Grossveranstaltungen mit mehr als 1'000 anwesenden Personen zu verbieten. Im Kanton Wallis galt u. a. ein Verbot von Veranstaltungen mit mehr als zehn Personen. Unterhaltungs- und Freizeiteinrichtungen wurden geschlossen. Im Kanton Freiburg wurden alle Diskotheken und Freizeitbetriebe geschlossen; Versammlungen von mehr als 10 Personen wurden verboten. Der Kanton Bern verbot Veranstaltungen mit mehr als 15 Personen; Unterhaltungs- und Freizeiteinrichtungen wurden geschlossen. Der Kanton Luzern beschloss eine «Maskentragpflicht» an Arbeitsplätzen in Innenräumen sowie in geschlossenen Privat- und Transportfahrzeugen. Zudem wurde die Schliessung der Restaurationsbetriebe zwischen 23 und 6 Uhr, ein Besuchsverbot in Spitälern und Alters- und Pflegeheimen, und die Schliessung der Erotik- und Sexbetriebe verordnet.

### November 2020
Im Kanton Neuenburg wurden private und öffentliche Versammlungen in Innen- oder Aussenräumen auf fünf Personen begrenzt. Der Kanton Jura beschränkte Versammlungen auf fünf Personen und ordnete die Schliessung aller Bars und Restaurants sowie weiterer öffentlicher Infrastruktur wie Museen, Bibliotheken, Kinos an. Auch im Kanton Genf mussten alle Bars, Restaurants und nicht essentiellen Geschäfte schliessen. Mit einigen Ausnahmen wurden private oder öffentliche Versammlungen von mehr als fünf Personen verboten. Im Kanton Neuenburg mussten alle Diskotheken, Nachtclubs, Restaurants, Bars und Pubs schliessen. Hotels waren von diesem Entscheid ausgenommen. Unterhaltungs- und Freizeiteinrichtungen wurden ebenso geschlossen. Auch im Kanton Waadt mussten alle Bars, Restaurants, Nachtclubs, Spielhallen und weitere Freizeitbetriebe geschlossen werden. Homeoffice wurde für alle Betriebe zur Pflicht, sofern dies möglich war. Per Ende November mussten alle Bars, Restaurants, Nachtklubs, Spielhallen und weitere Freizeitbetriebe im Kanton Basel-Stadt geschlossen werden und im Kanton Bern mussten alle Restaurationsbetriebe bereits um 21 Uhr schliessen. Zudem wurde die maximale Anzahl Gäste auf 50 Personen beschränkt.

### Dezember 2020
Im Kanton Graubünden wurden Versammlungen und Veranstaltungen mit mehr als zehn Personen verboten; Restaurations-, Unterhaltungs- und Freizeitbetriebe geschlossen sowie eine Maskenpflicht auf dem gesamten Schulareal von öffentlichen und privaten Schulen eingeführt. Im Kanton Schaffhausen wurden Veranstaltungen mit mehr als 15 Personen verboten; verschiedene Institutionen und Freizeiteinrichtungen geschlossen und die Regelung für private Treffen verschärft. In Neu-Allschwil im Kanton Basel-Landschaft wurde eine Primarschule geschlossen. In den Kantonen Thurgau und Tessin wurden zusätzliche Massnahmen beschlossen, ebenso im Kanton Zürich. Der Kanton Luzern beschloss die Schliessung der meisten Unterhaltungs- und Freizeiteinrichtungen, ein Verbot aller Angebote von Sexarbeit sowie die Einstellung des eigenfinanzierten ÖV-Nachtnetz-Angebots. Im Kanton Bern wurden politische und zivilgesellschaftliche Kundgebungen auf 15 Personen beschränkt. Um Demonstrationen zu verhindern, war die Kantonspolizei Bern am 19. Dezember mit einem Grossaufgebot auf Bundesplatz präsent. Ende Dezember verordneten mehrere Kantone die Schliessung von Skigebieten. Vor allem traf dies auf Kantone der Inner- und der Ostschweiz zu, welche über vergleichsweise wenige grössere Skigebiete verfügen. In den vier Kantonen Graubünden, Wallis, Bern und Waadt, welche zusammengerechnet über ca. 85 % der Skipisten der Schweiz verfügen, blieben die Skigebiete dagegen während der gesamten Saison geöffnet.

### Januar 2021
Im Kanton Zürich galt für die Schüler ab der 4. Klasse der Primarstufe auf dem Schulareal, in den Schulgebäuden und im Unterricht eine «Maskentragpflicht».

### Februar 2021
Im Kanton Bern wurde die «Maskentragpflicht» auf die Schüler im fünften und sechsten Schuljahr der Primarstufe erweitert.

### Juni 2021
Das Verwaltungsgericht des Kantons Zürich hob die im Kanton Zürich geltende «Maskenpflicht» an Primarschulen auf. Auf die Maskentragpflicht an den Oberstufen hatte dieser Entscheid allerdings keinen Einfluss.

### August 2021
Bei den Sekundarstufen I und II wurde im Kanton Schaffhausen wieder eine Maskenpflicht in Innenräumen eingeführt.